# Комарово (Санкт-Петербург)
Комаро́во (до 1948 года — Ке́лломяки, от фин. Kellomäki — колокольная горка) — посёлок в России, внутригородское муниципальное образование в составе Курортного района города федерального значения Санкт-Петербурга.

## Население
Численность населения по переписи 2025 года ↘1476 человек.
| 1970  | 1979  | 1989  | 2002  | 2010  | 2012  | 2013  |
| ----- | ----- | ----- | ----- | ----- | ----- | ----- |
| 1389  | ↘903  | ↗1635 | ↘1062 | ↗1230 | ↗1244 | ↗1271 |
| 2014  | 2015  | 2016  | 2017  | 2018  | 2019  | 2020  |
| ↘1265 | ↗1284 | ↘1282 | ↗1290 | ↗1301 | ↗1363 | ↘1313 |
| 2021  | 2023  | 2025  |       |       |       |       |
| ↗1487 | →1487 | ↘1476 |       |       |       |       |

## Описание герба
В золотом поле между лазоревыми краями — вписанный ромб того же цвета, обременённый сосновой шишкой на сучке с иглами в цвет поля.
Щит увенчан короной, соответствующей статусу муниципального образования.

## География[22]
Граница муниципального образования посёлок Комарово Курортного района Санкт-Петербурга проходит: от точки пересечения уреза воды берега Финского залива с восточной границей города Зеленогорска и квартала 63 Комаровского лесничества на северо-восток по западной границе квартала 63 Комаровского лесничества, пересекая Приморское шоссе, и далее на северо-восток по просеке до пересечения с Выборгским направлением железной дороги, далее на запад 160 м по северной стороне полосы отвода Выборгского направления железной дороги до западной границы квартала 57 Комаровского лесничества, далее на северо-восток по западным границам кварталов 57, 47, 35 и 21 Комаровского лесничества до Щучьего озера, далее на запад по урезу воды южного и западного берегов Щучьего озера до просеки между кварталами 11 и 12 Комаровского лесничества, далее на север по западной границе кварталов 12 и 6 Комаровского лесничества до границы с Выборгским районом Ленинградской области. Далее граница идёт по местной автодороге до Чёрного ручья, далее по оси Чёрного ручья, по оси Щучьего ручья и далее по оси Лесного ручья до мелиоративной канавы, расположенной в квартале 28 Комаровского лесничества. Далее граница идёт на юго-запад 530 м и на юго-восток 150 м по оси указанной мелиоративной канавы до просеки, являющейся продолжением на север Сапёрной улицы, по границе с посёлком Репино далее на юго-запад по этой просеке, пересекая улицу Валиева, до улицы Танкистов, далее по восточной стороне Сапёрной улицы, пересекая Выборгское направление железной дороги, до переулка Связи, далее на юго-запад по оси переулка Связи и её продолжению до Лермонтовского проспекта, далее на запад по оси Лермонтовского проспекта до Приморского шоссе, далее на юго-запад, пересекая Приморское шоссе, по восточной границе квартала 67 Комаровского лесничества до Финского залива, далее на запад по урезу воды берега Финского залива включая ООПТ заказник Комаровский берег до пересечения с западной границей квартала 63 Комаровского лесничества.

### Местные поселения

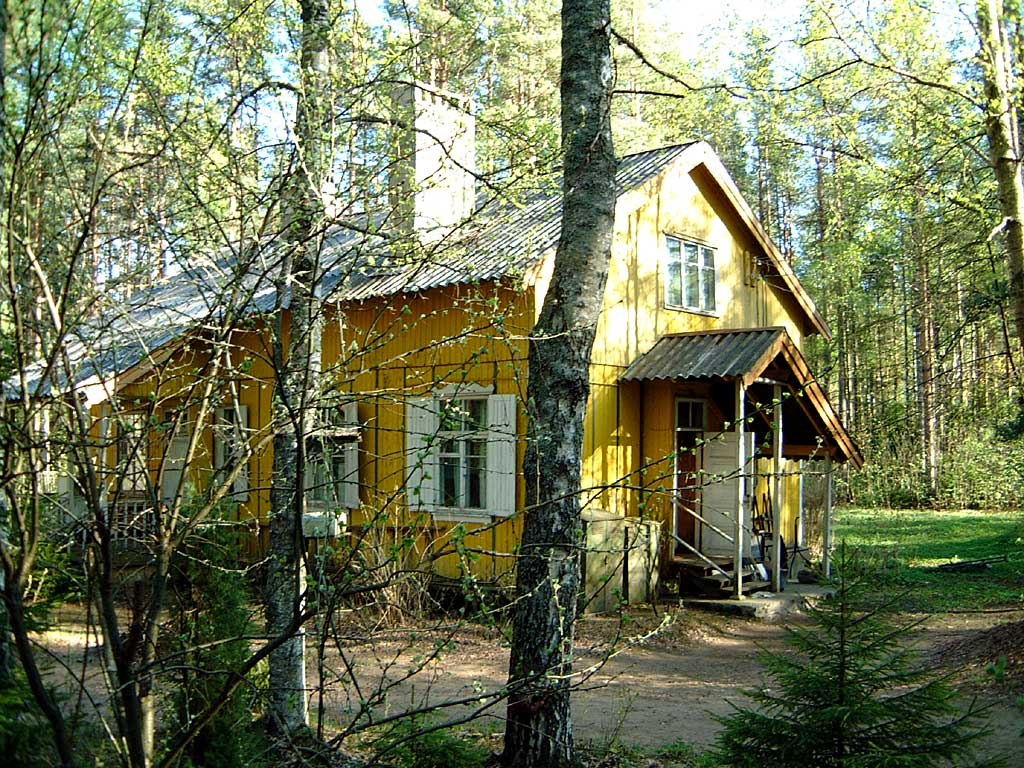
Типовая финская дача в академическом посёлке Комарово. Было построено около 30 строений.

В Комарове есть садоводство «Дружба» — посёлок внутри посёлка. Начинался в 1957 году как сад. Расположен на трёх улицах: Садовый проезд, Средний проезд и Южный проезд, которые сформировались в конце Дачных улиц.
Вдоль Курортной улицы, в районе её пересечения с четырьмя Курортными переулками, располагается Академический поселок (городок), основанный Постановлением Совнаркома СССР № 2638 «О постройке дач для действительных членов Академии Наук СССР» от 14 октября 1945 года. В Академическом городке проживало множество известных деятелей науки и искусств.
При советской власти, с 1956 года, работал Дом творчества писателей «Комарово». В нём часто останавливались Анна Ахматова, занимая угловую 12-ю, ахматовскую комнату, на первом этаже Дома.
При строительстве детского неврологического санатория «Комарово» часть дач вместе с лесом была снесена.

## История

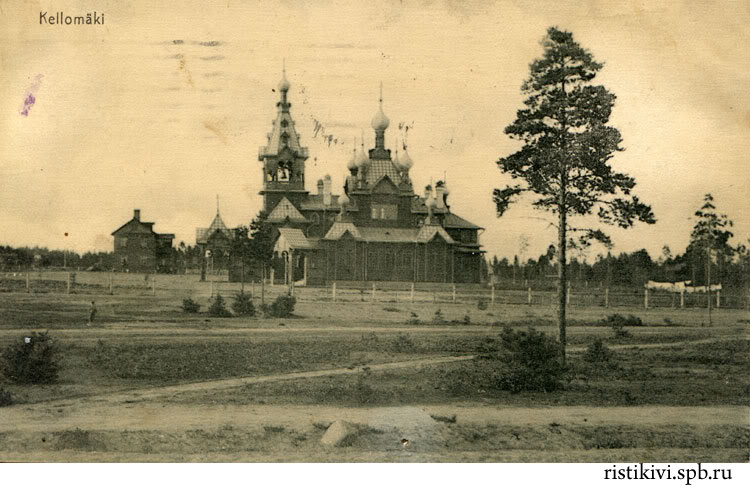
Свято-Духовский православный храм

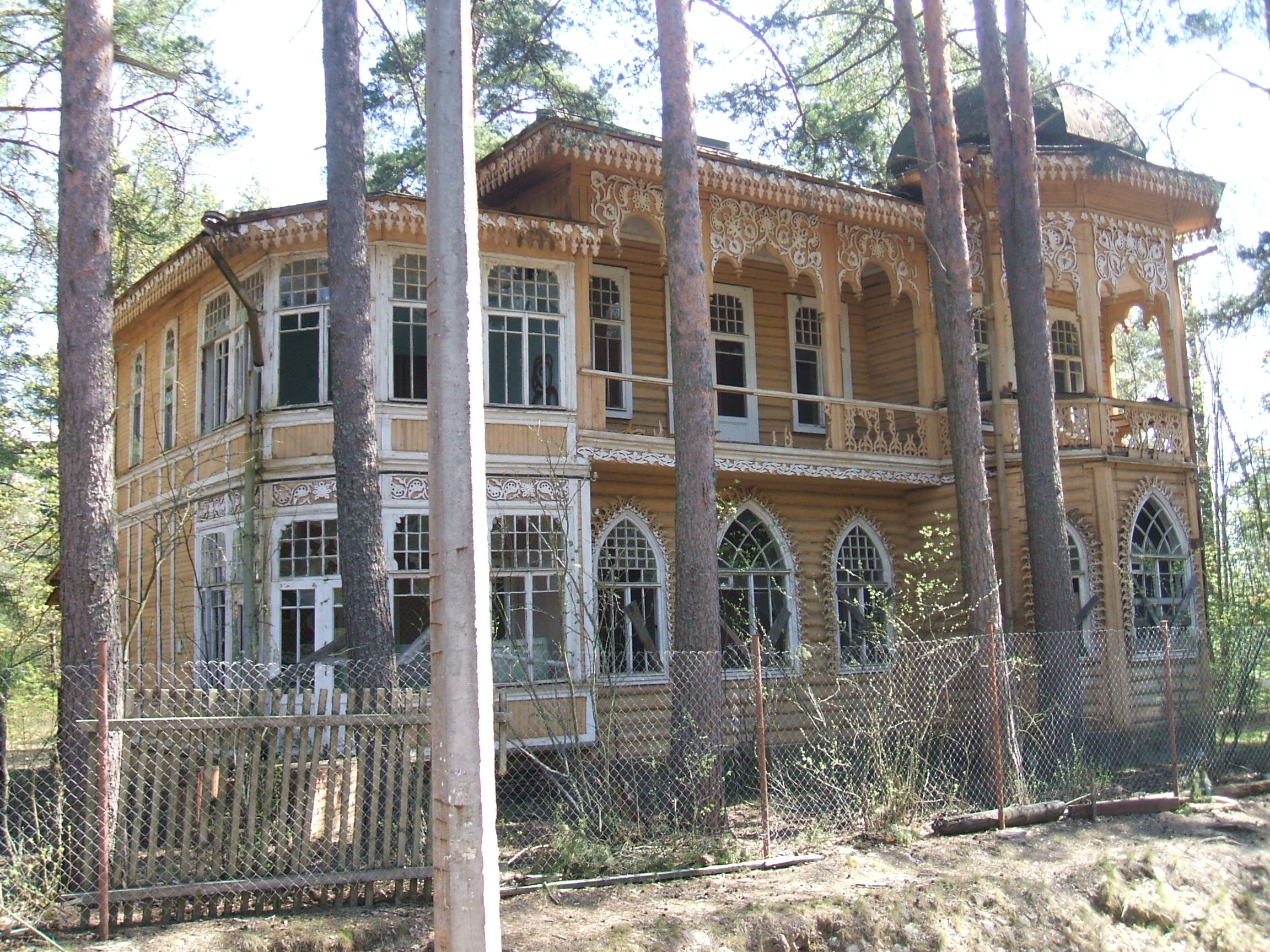
Дача Юхневич

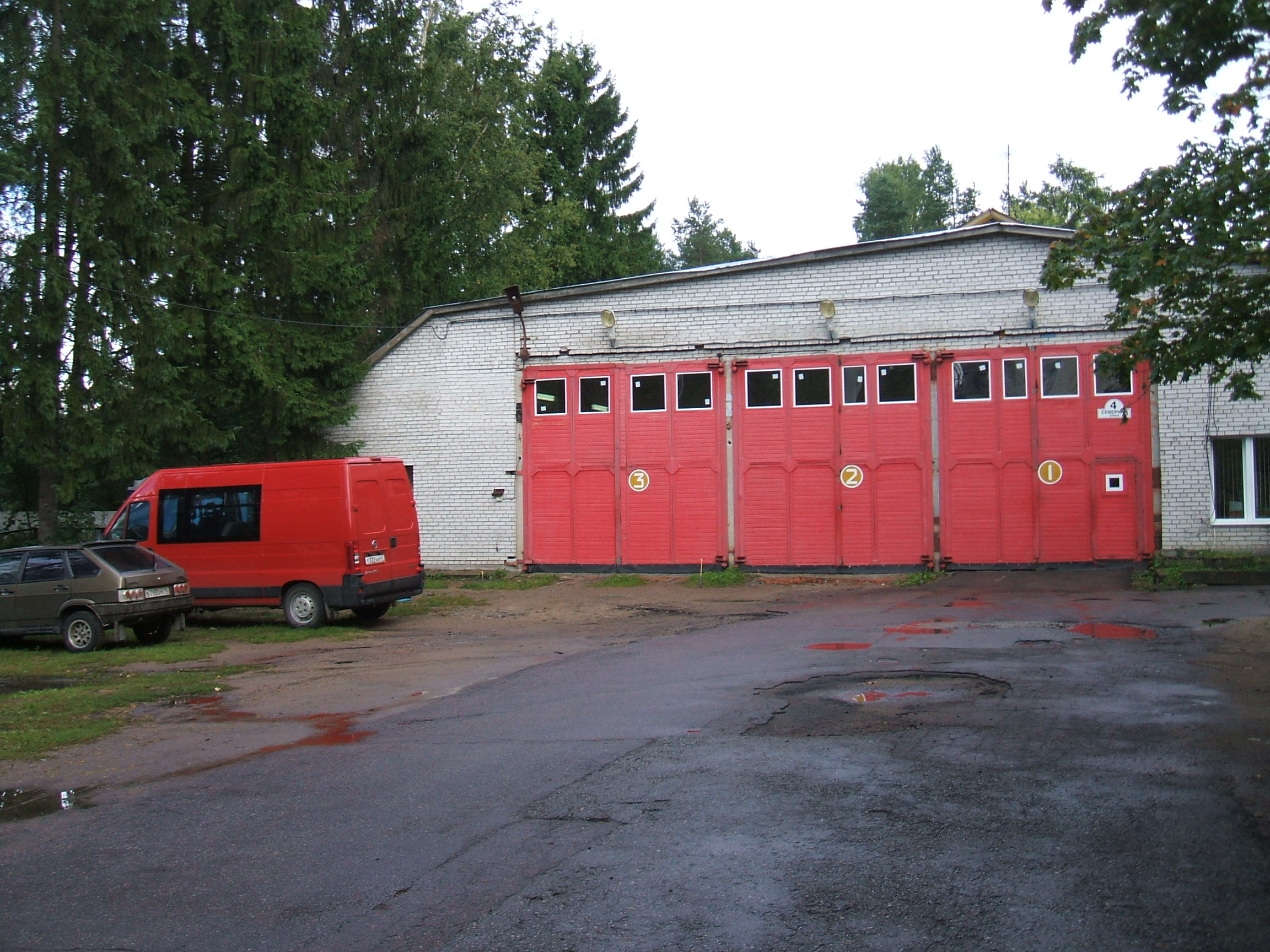
Пожарная часть в 2010 году

Братская могила

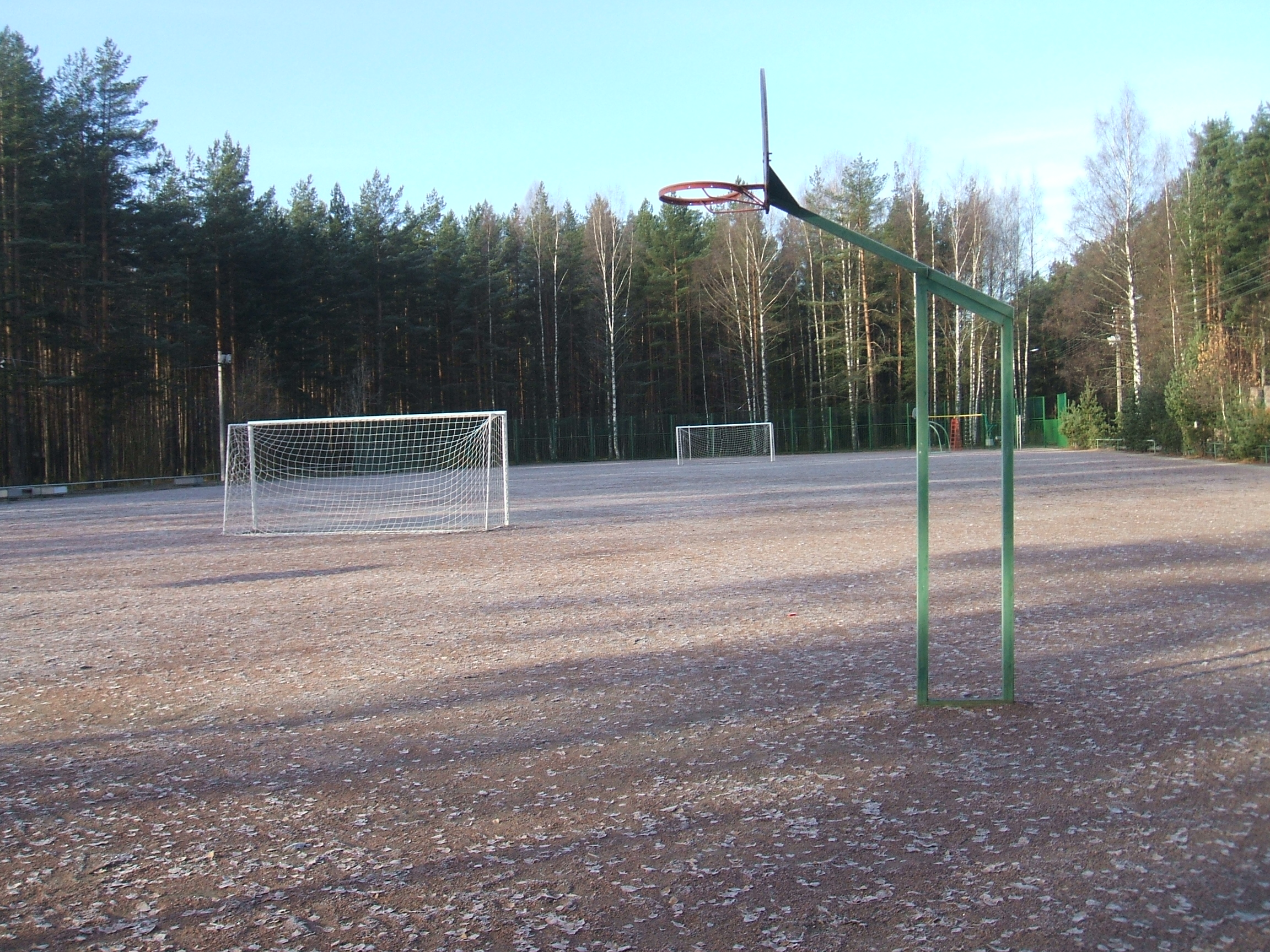
Муниципальный стадион до 2010 года

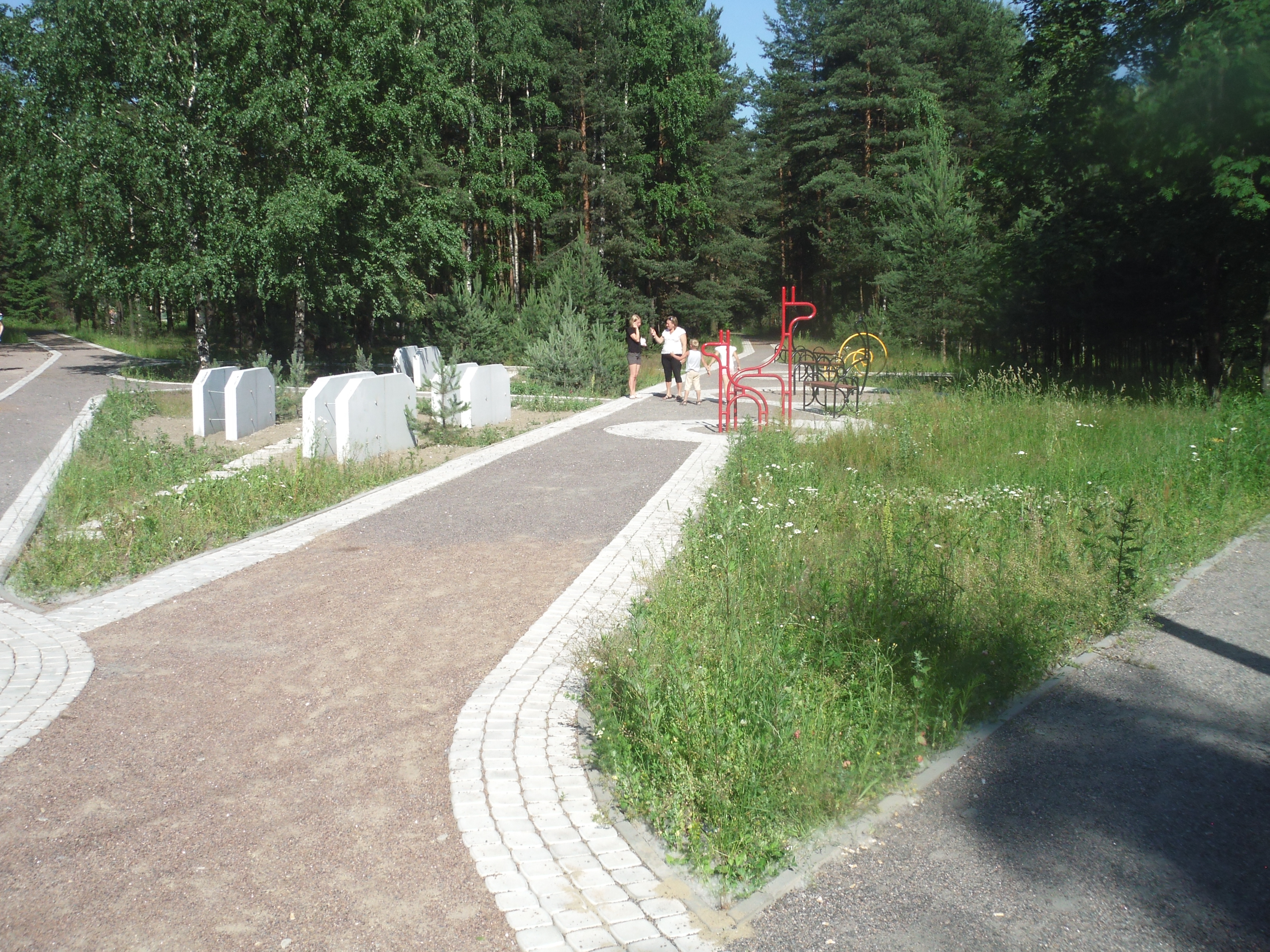
Детская площадка

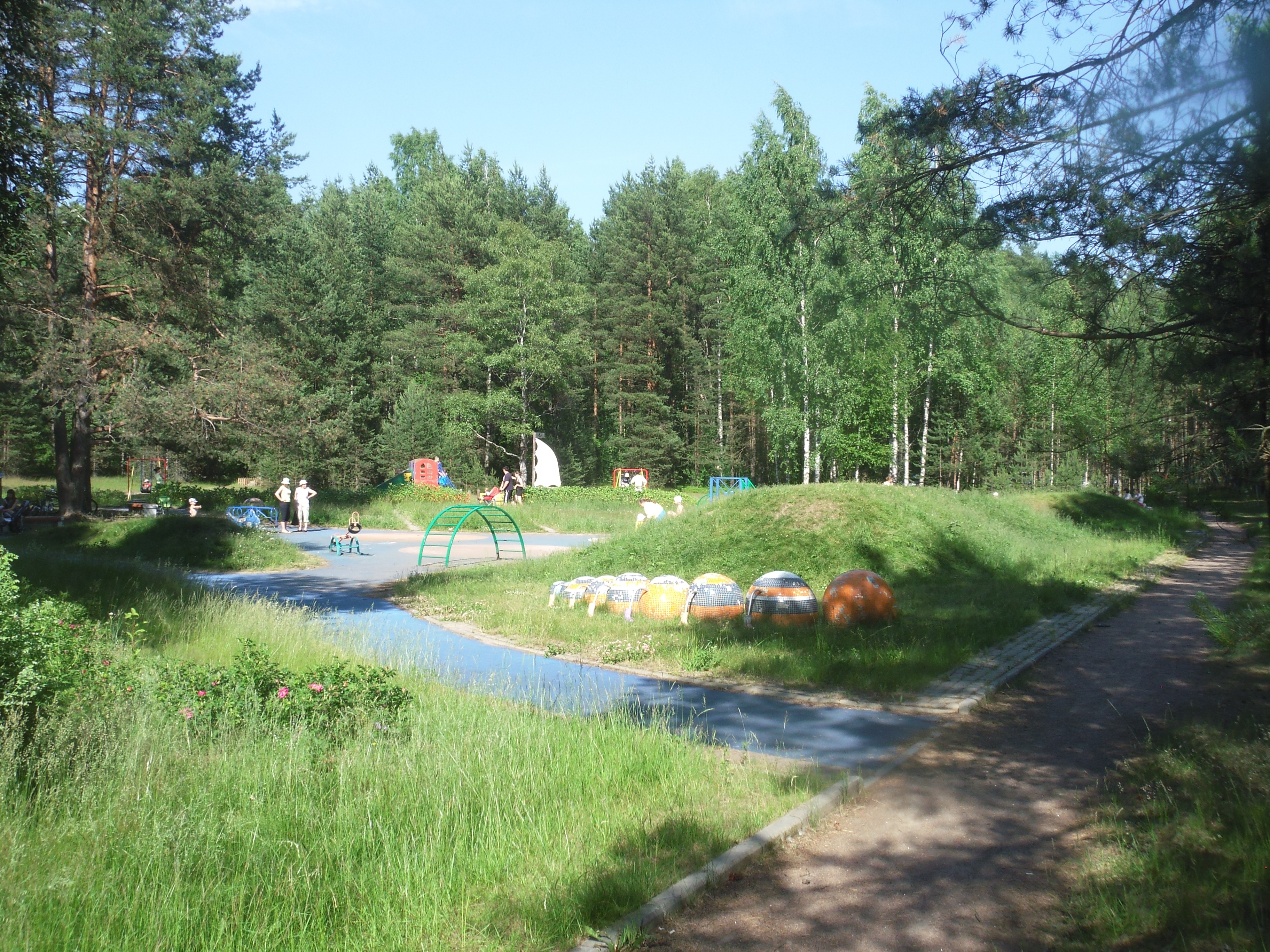
Детская площадка

Как и большинство посёлков, расположенных на Карельском перешейке поблизости от железной дороги, Келломяки бурно развивался в начале XX века благодаря дачному буму. Железнодорожная платформа была открыта здесь в 1901 году, а в 1903 году преобразована в станцию «Келломяки», торжественно открытую 1 мая. Этот день и считается днём рождения посёлка Комарово. До появления железной дороги эта местность была совершенно незаселённой. Её называли тогда «Хирвисуо», что означает «Лосиное болото», расположенное рядом. Поблизости был холм, где между сосен подвесили колокол, звон которого созывал рабочих к обеду. Строители прозвали это место «Колокольной горкой», по-фински — «Келломяки». К 1916 году в посёлке уже насчитывалось около 800 дач. Планировка участков была составлена заранее, что исключало хаотичную застройку. По данным переписи 1916 года, на территории посёлка проживало 10000 человек русскоязычных, самых разных национальностей: карело-финнов, финнов-ингерманландцев, русских и других. Улицы получали русскоязычные названия. Среди известных людей, отдыхавших до революции в Келломяки, были Матильда Кшесинская, Карл Фаберже, Жорж Борман, Гавриил Барановский. В начале XX века здесь существовал театр «Риц», в котором заезжие театральные труппы давали представления. В посёлке в 1908—1917 годах был Свято-Духовский православный храм, который был уничтожен пожаром.

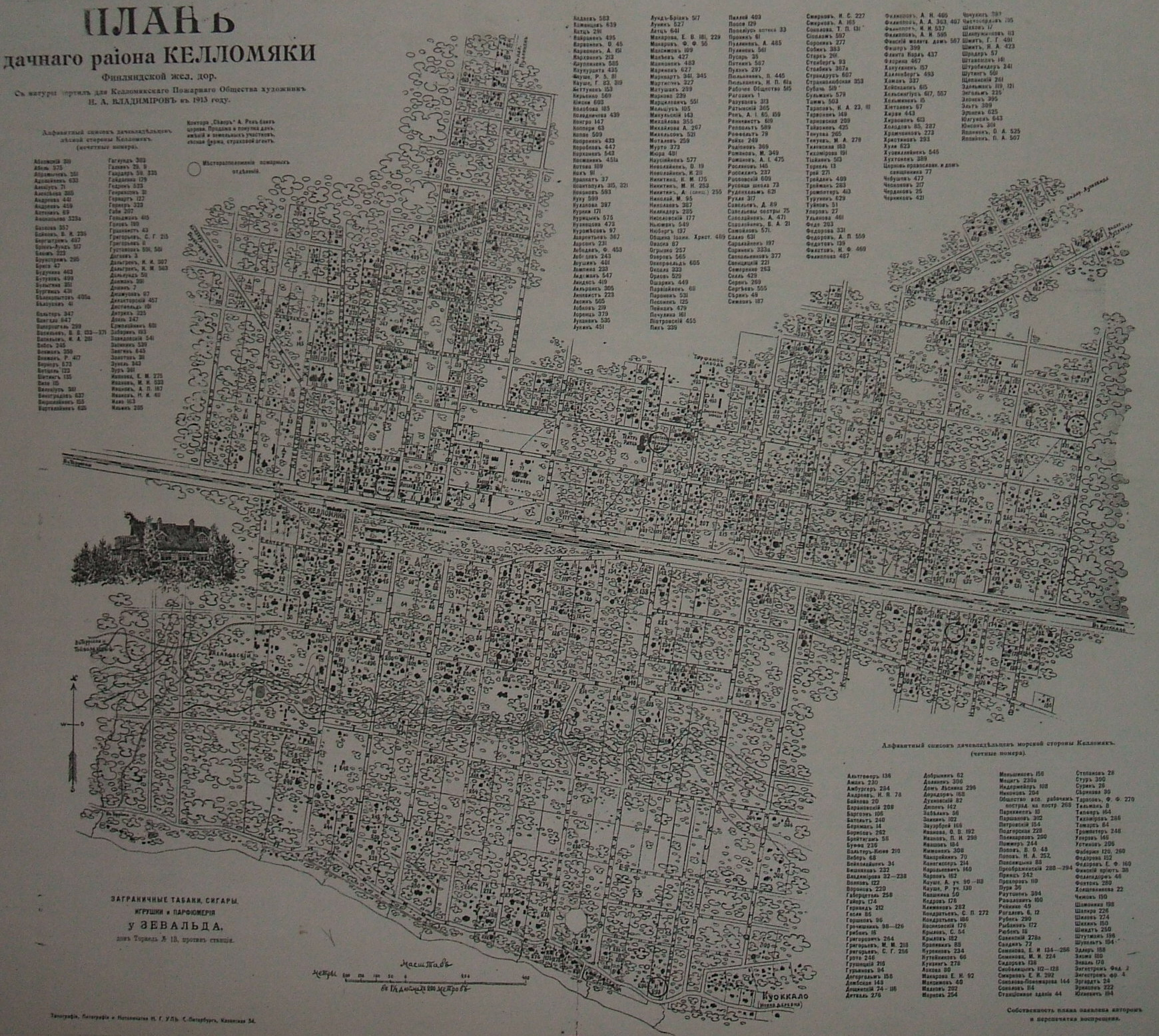
План Келломяк 1913 года

В 1913 году известный русский художник-баталист, рисовальщик, мастер репортажного рисунка и келломякский дачник Иван Владимиров по заказу келломякской пожарной дружины, членом которой он являлся, нарисовал карту дачного посёлка Келломяки с алфавитным списком дачевладельцев. На карте сохранились имена людей, которые здесь жили. Внучка художника, Наталья Игоревна Баторевич, сохранила оригинал карты и семейный архив художника.
Известный врач-логопед Августин Карлович Рейхе основал в Келломяках «санаторию для заик».
С 1909 года в посёлке действовала двухэтажная из красного кирпича русская четырёхклассная школа на 300 учеников, которой после убийства П. А. Столыпина было присвоено его имя. Позже (в 1920—1939 годах) в этом здании размещалась особая сапёрная рота бывшего кексгольмского полка. В 1917 году была также открыта финская народная школа. В посёлке действовала добровольная пожарная дружина, для которой на Петербургской улице стояла пожарная часть, имевшая помещение для любительского театра, дававшего летом спектакли. Славился обширный сад, посаженный Зерингом, где росли яблони, груши, сливы. По соседству с садом находилась православная церковь Святого Духа (арх. Н. Н. Никонов). Среди предприятий была лесотоварная биржа и завод Халленберга, основанный в 1903 году и производивший торфяную подстилку. Торф добывался в рядом расположенных двух болотах, одно из которых получило название «Заводское болото» (Тэхтаансуо). При заводе было лесопильное отделение и мельница. В посёлке были две ткацкие мастерские, одну из которых основал Отто Ауэр, много лет являвшийся Генеральным консулом Финляндии в Ленинграде, но проживавшим в Келломяки.
В 1914 году между станциями Келломяки и Куоккала построили небольшой полустанок Канерва (вереск). Когда же численность дачников резко сократилась, то и полустанок закрыли.
После провозглашения независимости Финляндии развитие дачных посёлков на Карельском перешейке замедлилось. К началу Советско-финляндской войны 1939 года в Келломяки постоянно проживало 167 семей. В 1920-е годы имущество бывших русских хозяев, покинувших свои дома, распродавалось на аукционах, многие дачи были разобраны и перевезены в другие районы Финляндии. Без хозяев осталось около 800 дач, почти 600 из них были проданы, 200 зданий перевезены в Ярвенпя (под Хельсинки). Продолжал жить в посёлке в особняке Попова академик, первый нобелевский лауреат России И. П. Павлов, поселившийся здесь с 1922 по 1936 год.
После Гражданской войны 1918 года в Келломяки был размещён полк, переведённый из Кексгольма. В 1920 году он был распущен и вместо него основан 1-й Самокатный батальон, который затем был переименован в 1-й Егерский и дислоцировался в Териоки. После этого в бывшей русской школе в Келломяки размещалась особая Сапёрная рота вплоть до начала Зимней войны.
До 1939 года посёлок Келломяки входил в состав волости Териоки Выборгской губернии. Гражданское население посёлка было полностью эвакуировано финскими властями в целях безопасности в период обострения отношений с СССР в октябре 1939 года.
Весной 1940 года посёлок Келломяки принял первых советских переселенцев из Ленинграда.
В 1941 году с началом Великой Отечественной войны советское население покинуло Келломяки. С сентября 1941 года по начало июня 1944 года в районе посёлка дислоцировались части 10-й пехотной дивизии финской армии. Здесь же находилась секретная батарея дальнобойных орудий Дурляхера, которая предназначалась «для стрельбы по фортам Кронштадта», однако сколько-нибудь серьёзного участия в боевых действиях не принимала. 10 июня 1944 г. части 109-й стрелковой дивизии под командованием генерал-майора Н. А. Трушкина заняли Келломяки. По окончании войны посёлок Келломяки вновь принял советских переселенцев.
На территории посёлка находится много памятников Культурно-исторического наследия Курортного района Санкт-Петербурга, в том числе братская могила воинов, погибших в годы Великой Отечественной войны, Ленинградская ул., д. 9.

## Санаторно-курортный комплекс
| № п/п | Наименование                            | Адрес                    | профиль                                                    | сайт                                               | Фото |
| 1     | «Спутник»                               | ул. Осипенко, д. 5       | Оздоровительно-реабилитационный пансионат                  | 1                                                  |      |
| 2     | «Комарово»                              | Социалистическая ул., 2а | Детский неврологический санаторий                          | 1                                                  |      |
| 3     | «Комарово»                              | Большой пр., 15          | Детский неврологический санаторий. Отделение «Мать и дитя» | 1                                                  |      |
| 4     | «Заря»                                  | Ленинградская ул., 28    | Филиал пансионата                                          | 2                                                  |      |
| 5     | «Комарово»                              | ул. Отдыха, 6/29         | Дом отдыха. Клиника доктора Клюса                          | 3 (недоступная ссылка — история).                  |      |
| 6     | Санкт-Петербургское отделение писателей | Кавалерийская ул., 4/4   | Дом творчества                                             | 4                                                  |      |
| 7     | «Гипробум»                              | ул. Отдыха, 3            | Территория базы отдыха                                     | 5 (недоступная ссылка — история).                  |      |
| 8     | «Балтиец»                               | Щучье (озеро, Комарово)  | База отдыха                                                | -                                                  |      |
| 9     | «Пионер» «Белые Ночи»                   | ул. Артиллеристов, 2     | База отдыха (семейная)                                     | 7. Архивировано из оригинала 23 мая 2007 года.     |      |
| 10    | Союз театральных деятелей «Комарово»    | ул. Лейтенантов, 31      | Дом отдыха и творчества                                    | 9. Архивировано из оригинала 1 февраля 2010 года.  |      |
| 11    | «Комарово»                              | ул. Отдыха, 4            | Конно-спортивный клуб                                      | 10. Архивировано из оригинала 7 февраля 2010 года. |      |
| ----- | --------------------------------------- | ------------------------ | ---------------------------------------------------------- | -------------------------------------------------- | ---- |
| 12    | «Олимпиец» СДЮШОР                       | Морская ул., 48          | Спортивно-оздоровительный лагерь                           |                                                    |      |

## Под именем «Комарово»
14 октября 1945 года Совет Народных Комиссаров СССР принял постановление «О постройке дач для действительных членов Академии Наук СССР». Был выделен участок к западу от железнодорожной станции, на котором предписывалось построить 25 дач и передать их «безвозмездно в личную собственность» членам Академии Наук. Одна из дач предназначалась Президенту Академии Наук СССР, учёному-ботанику В. Л. Комарову, скончавшемуся 5 декабря 1945 года (похоронен в Москве). Этот факт, вероятно, был принят во внимание, и в ходе большого переименования населённых пунктов Карельского перешейка, развернувшейся в 1948 году, посёлок был переименован в честь Комарова.
В советские годы в Комарове отдыхали Дмитрий Шостакович, Анна Ахматова, президент АМН СССР, академик АН и АМН СССР Николай Аничков, академик АН СССР, ректор ЛГУ Кирилл Кондратьев, народный артист СССР Николай Черкасов, композитор Василий Соловьёв-Седой, многие академики АН СССР, писатели фантасты Иван Ефремов, Аркадий и Борис Стругацкие, на даче по адресу Морская 20 отдыхали писатель и киносценарист Юрий Герман с сыном Алексеем, будущим кинорежиссёром, а затем Евгений Шварц.
В Комарове расположено с декабря 1913 года кладбище, основу которого составляет Комаровский некрополь.
Это кладбище приобрело мировую известность, на нём погребены:
- Натан Альтман — художник
- Анна Ахматова — поэт
- Вениамин Баснер — композитор
- Наталья Бехтерева — нейрофизиолог
- Геннадий Гор — писатель
- Иван Ефремов — писатель-фантаст, палеонтолог
- Зиновий Корогодский — театральный режиссёр
- Андрей Краско — российский актёр
- Сергей Курёхин — композитор, лидер музыкальной группы «Поп-механика»
- Дмитрий Лихачёв — филолог, академик АН СССР и РАН
- Вера Панова — писательница
- Виктор Резников — композитор
- Юрий Рытхэу — писатель
- Михаил Сомов — учёный
- Виктор Трегубович — кинорежиссёр
- Иосиф Хейфиц — кинорежиссёр
- Жорес Алфёров — лауреат Нобелевской премии по физике

и другие деятели культуры, науки, искусства (см. похороненные на Комаровском кладбище).
В трёх километрах от Комарова расположено Щучье озеро.
На территории посёлка у залива находится памятник природы Комаровский берег.
Дача, расположенная по адресу Большой проспект дом 15 на территории детского неврологического диспансера (60° с. ш., 30° в. д.) (ранее дача генерала Воронина, предположительная дата постройки 1900 год, деревянная), является памятником культурно-исторического наследия регионального уровня охраны на основании решения исполкома Ленгорсовета от 05.12.1988 № 963.
В Комарове находятся резиденция губернатора Санкт-Петербурга (ул. Морская д. 14), являющаяся памятником федерального значения. В состав территории этой дачи вошла и бывшая дача русского и советского художника Ивана Владимирова, жившего на ней с 1910 года.
Общение жителей друг с другом проходит достаточно официально. Вот, как описывает Гранин, Даниил Александрович посещение дачи академика Иоффе Абрама Фёдоровича:

Однажды из Москвы приехал Данин, Даниил Семёнович, упросил меня пойти к Абраму Фёдоровичу. Кажется, Данин работал тогда над книгой «Неизбежности странного мира» об истории атомных открытий. Дело было в Комарове. Я договорился через Лазаря Стильбанса, одного из любимых учеников Иоффе. И мы отправились к нему на дачу, где я уже бывал. Целый вечер Абрам Фёдорович рассказывал про свои встречи с Резерфордом, Бором, Эйнштейном — всё это было так интересно, что мы как уселись в столовой, так и не вставали, почти не видели участка и дачи… Не следует думать, что комаровская жизнь Абрама Фёдоровича была уж такой занудной. В одно из моих посещений он показал нам лису и лисят, живущих на его участке. У этого семейства установились какие-то отношения с семейством академика.

Там же Гранин даёт характеристику природы Комарова:

Когда в 50-60 годы мы стали проводить летние месяцы в Комарово, здешние места были полны зверья. Встречались лисицы, зайцы. Неподалёку от нашей дачи жила рысь. Мы с Сашей Яшиным ходили на глухариный ток. Поутру птичий гомон не давал спать. На нашем участке стучали дятлы, носились белки, они забавно бегали по штакетникам забора. Поселилась целая стая соек. Под крышей свили гнёзда синицы. С тех пор год за годом лесная жизнь редела. Куда-то живность стала исчезать. Ныне лес начисто опустел. Его не вырубили. Он по-прежнему вплотную подходит к даче, но он пуст. Ни птиц, ни белок, он тих и безмолвен. Растёт черника, грибы, брусника, всё вроде был в порядке, только унылая пустынность отделяет эту дачную местность от карельских лесов. Слишком много людей, слишком — машин, слишком — музыки. Леса лишились своих голосов и обитателей.

Глеб Горбовский:

Комарово… Нет в его окрестностях ни среднерусской смиренной мягкости, ни черноземной хлебной распахнутости степной, ни прикавказской знойной величественности, зато отчетливо ощущается нечто нордическое, сползшее с отрогов скандинавской возвышенности во времена глобальной ледниковой подвижки, нечто от северной суровой ясности, от прохладно-голубого взгляда на мир далеких викингов: сосны, граниты, озера, запах морской воды, пронизывающий макушку европейского материка, его бахромчатые, изрезанные фьордами выступы, разносимые при помощи северных, а в обратную сторону — балтийских ветров.
В последние годы посёлок, известный памятными местами (комаровский Некрополь, дачи «Литфонда», включая дачу Анны Ахматовой, Чижовский парк с каскадной системой прудов (вилла Рено), финский хутор конца XIX века), подвергся хаотичной застройке.
Чтобы сохранить историческую ценность посёлка, местные жители и депутаты направили обращение губернатору Санкт-Петербурга с просьбой предоставить посёлку статус «достопримечательного», поскольку он поможет «сохранить в единстве всё это многообразие культурных и природных проявлений».

## Комарово в искусстве
Комарово стало известно во всём СССР в 1980-е годы благодаря одноимённой песне Игоря Николаева и Михаила Танича в исполнении Игоря Скляра:
На недельку до второго

Я уеду в Комарово…
Но ни настоящих скал, ни пучины, о которых поётся в песне, здесь нет.
Сразу после Великой Отечественной войны, вплоть до своего перевода в Москву, в Комарово часто приезжала Г. С. Уланова, где проживала на углу 2-й Дачной и Косой. Как и прежде, посёлок остаётся дачным для выдающихся деятелей искусства, науки, литературы, кино и т. д. В посёлке жил «Первый математик» Л. Д. Фаддеев.
Широкое внимание привлёк к посёлку роман Натальи Галкиной — «Вилла Рено», опубликованный в Санкт-Петербурге в 2003 году. Фантастический сюжет этого произведения разворачивается в Комарове.

В послесловии к этой книге написано: 
…теперь в контекст мифологии … фантастического Петербурга Гоголя, Достоевского, Белого — входит роман «Вилла Рено» с темой Карельского перешейка, продолжая традиции классической русской литературы. 
Здесь придумали братья Стругацкие свою «Зону» — некое зеркало, которое показывает человеку его подлинное лицо. Здесь Даниил Гранин написал роман «Картина» о нравственных проблемах жизни.

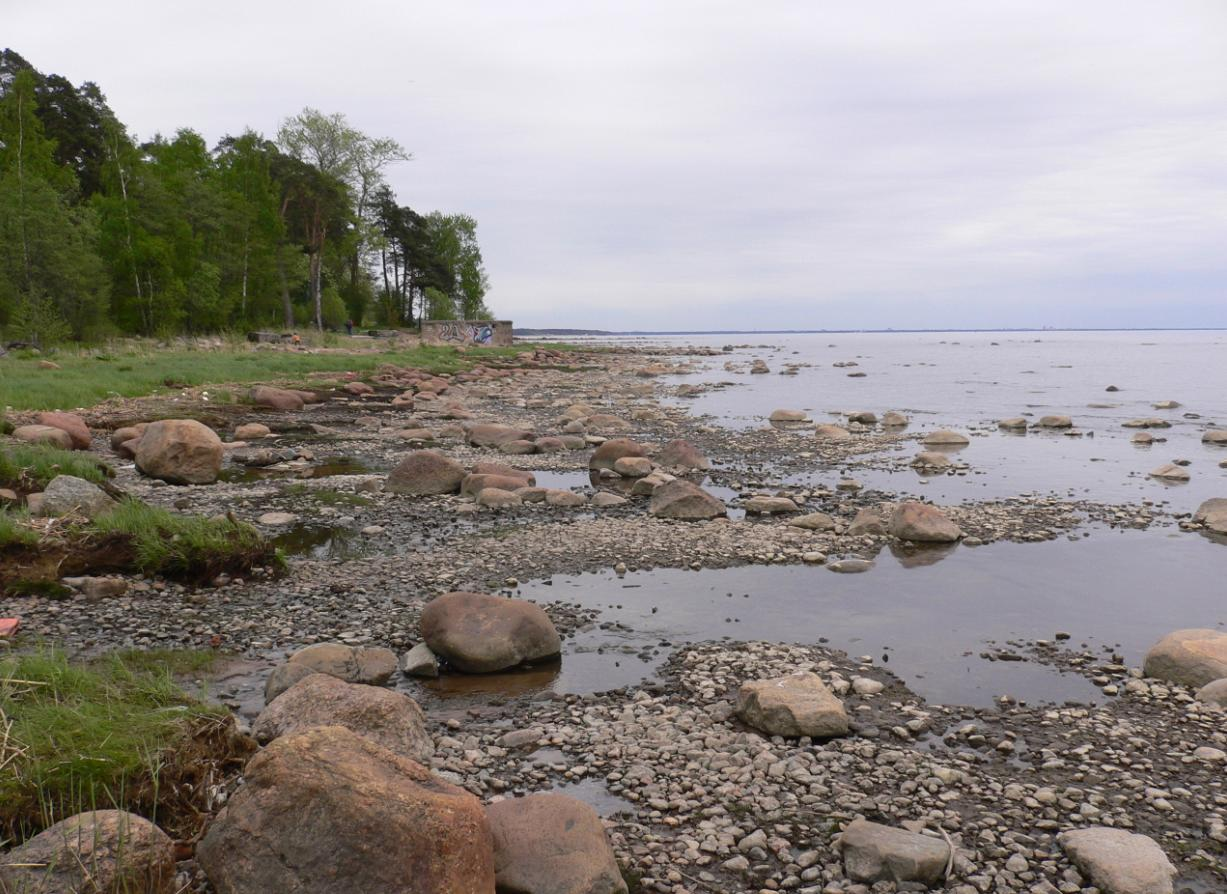
Комарово. Побережье Финского залива
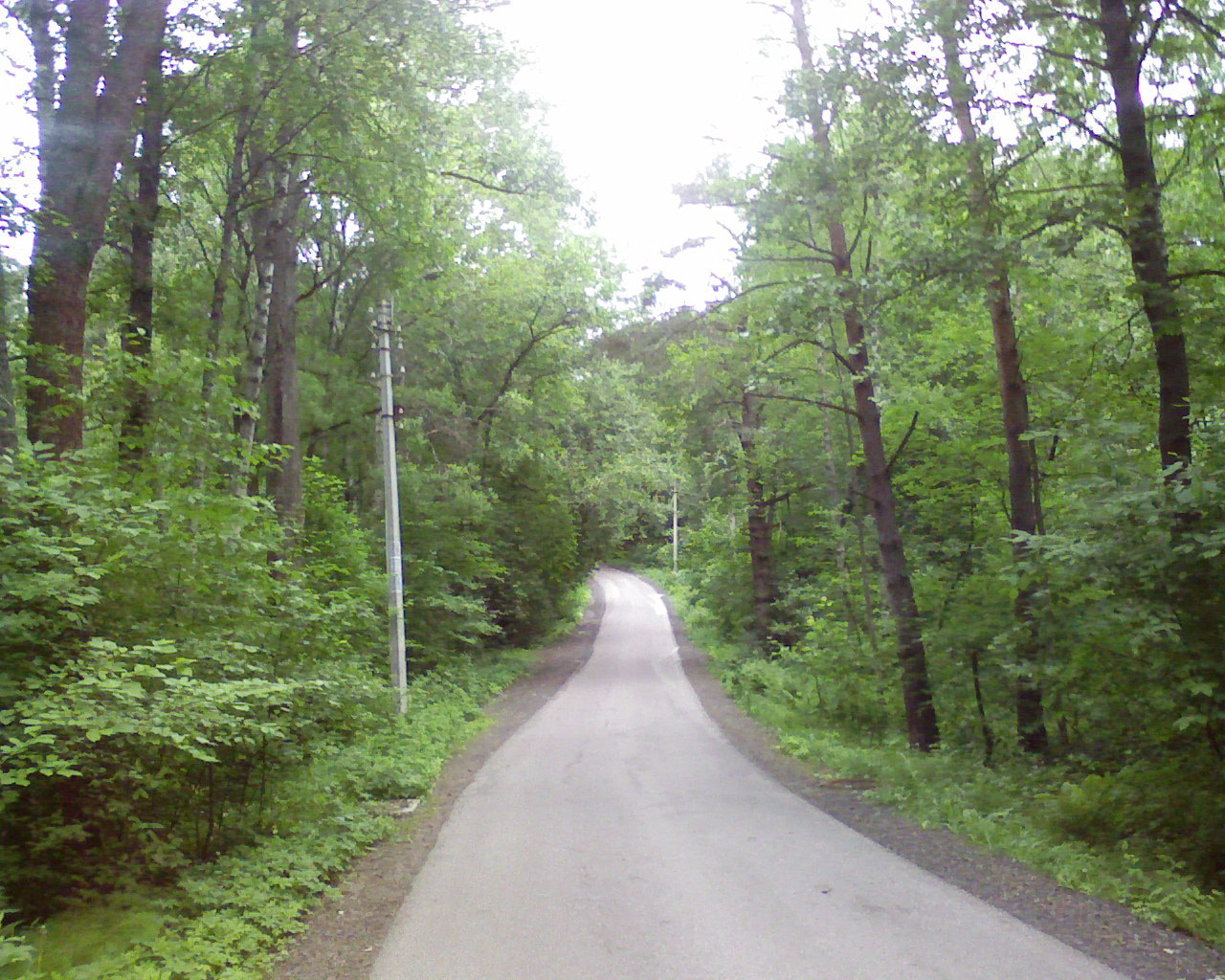
Крутая горка по пути от станции к побережью
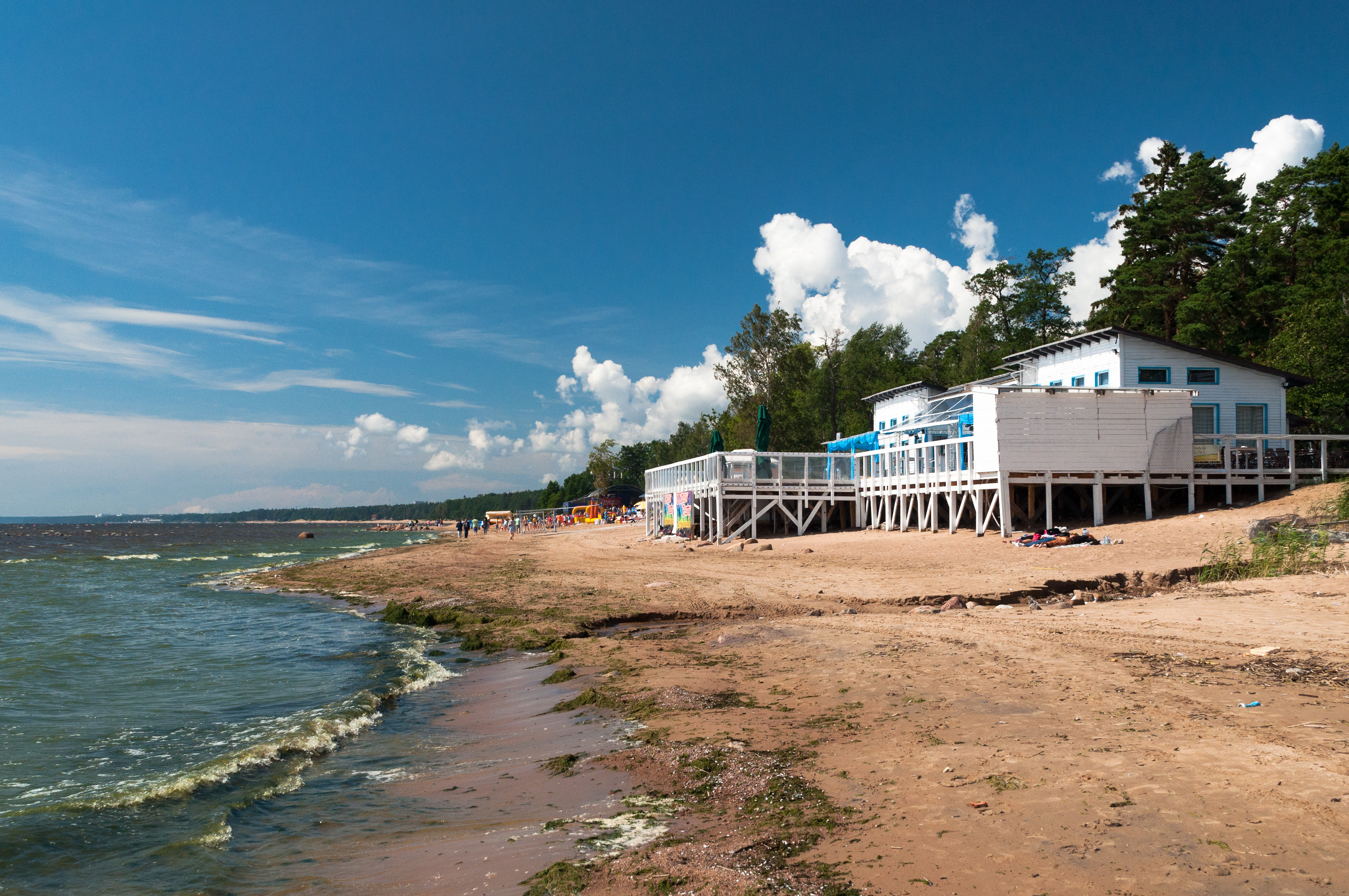
Побережье Финского залива, пос. Комарово
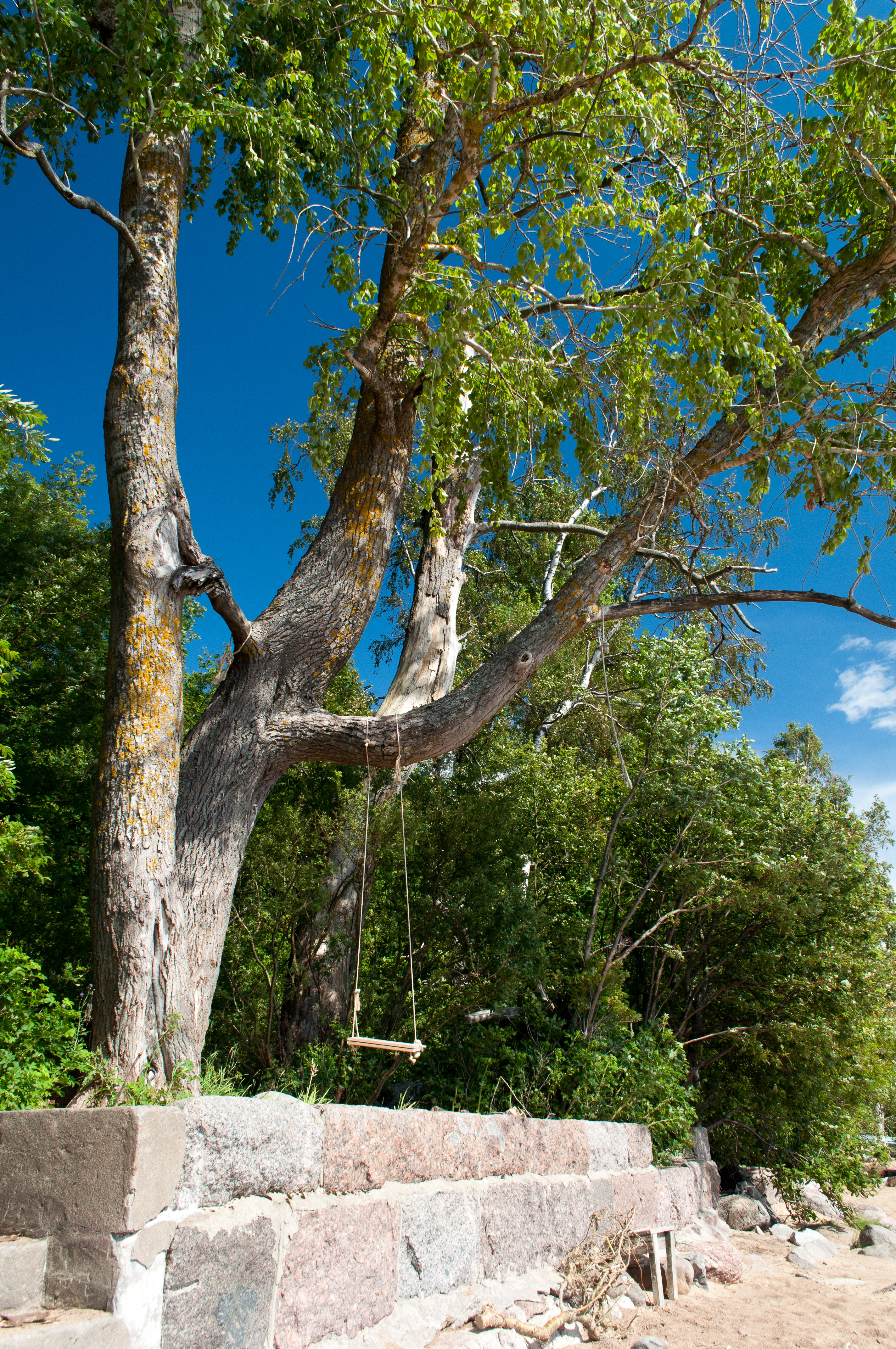
Остатки фундамента финского дома
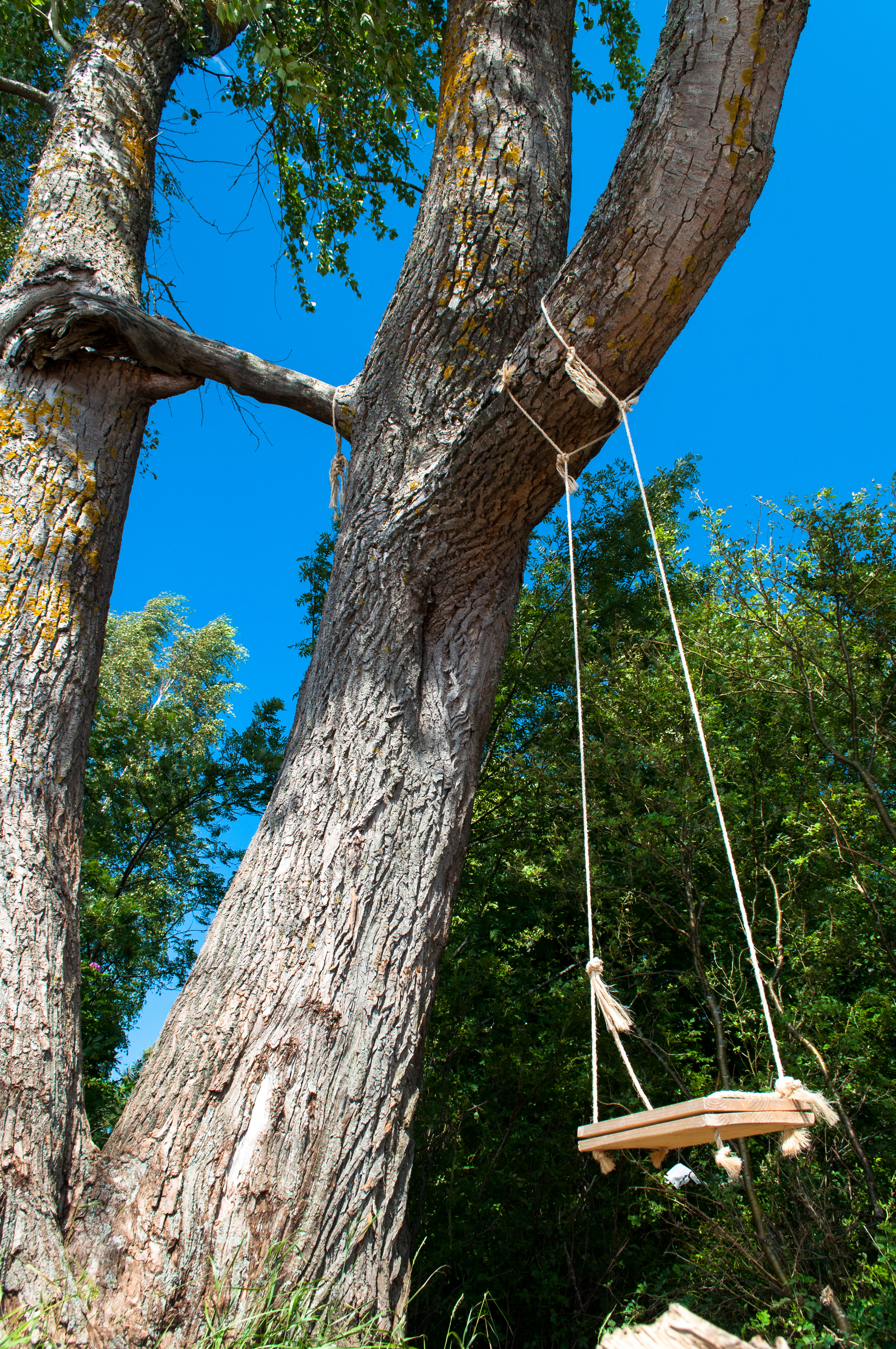
Детская качель
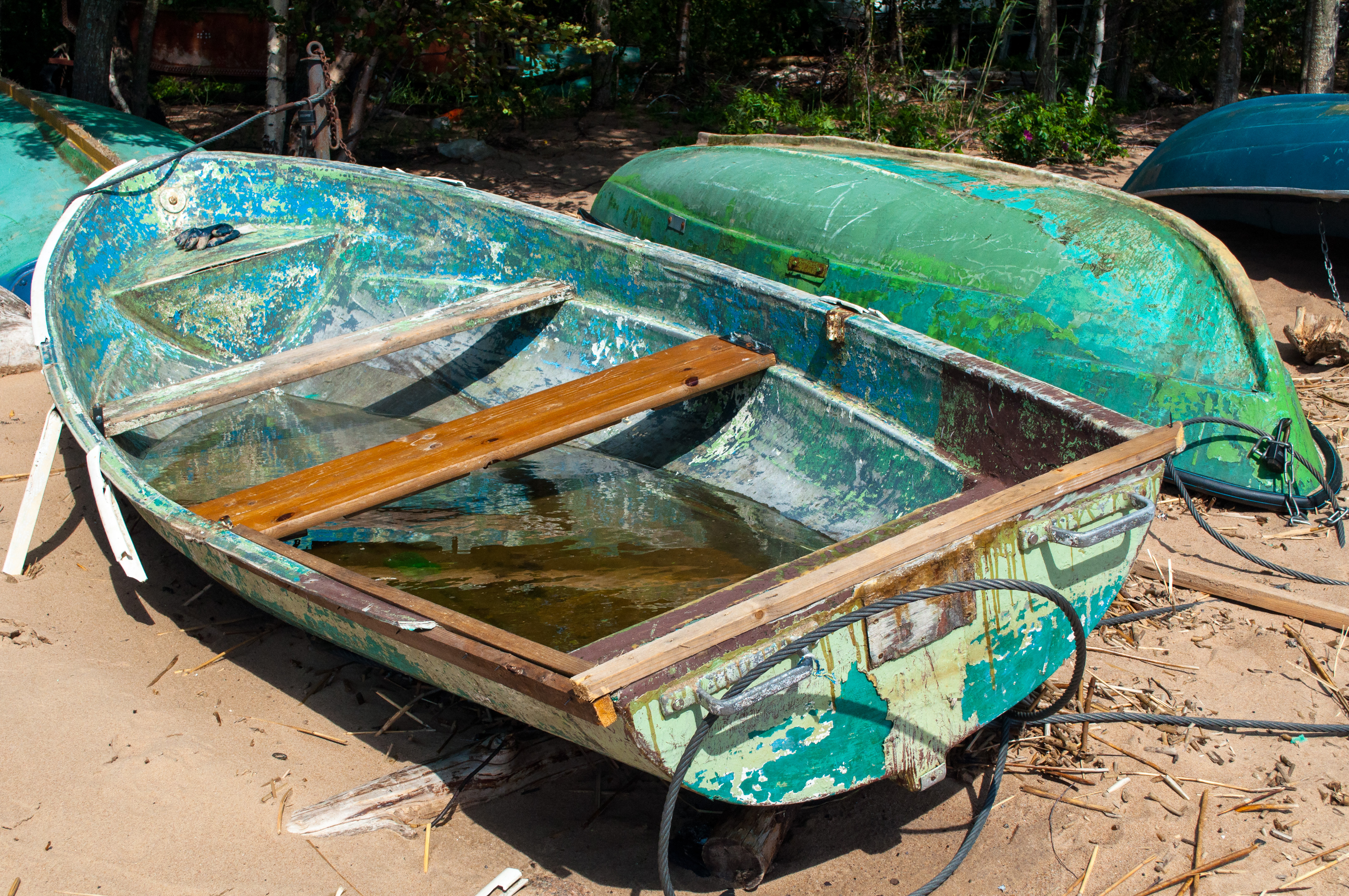
Рыбацкие лодки. Побережье Финского залива, пос. Комарово
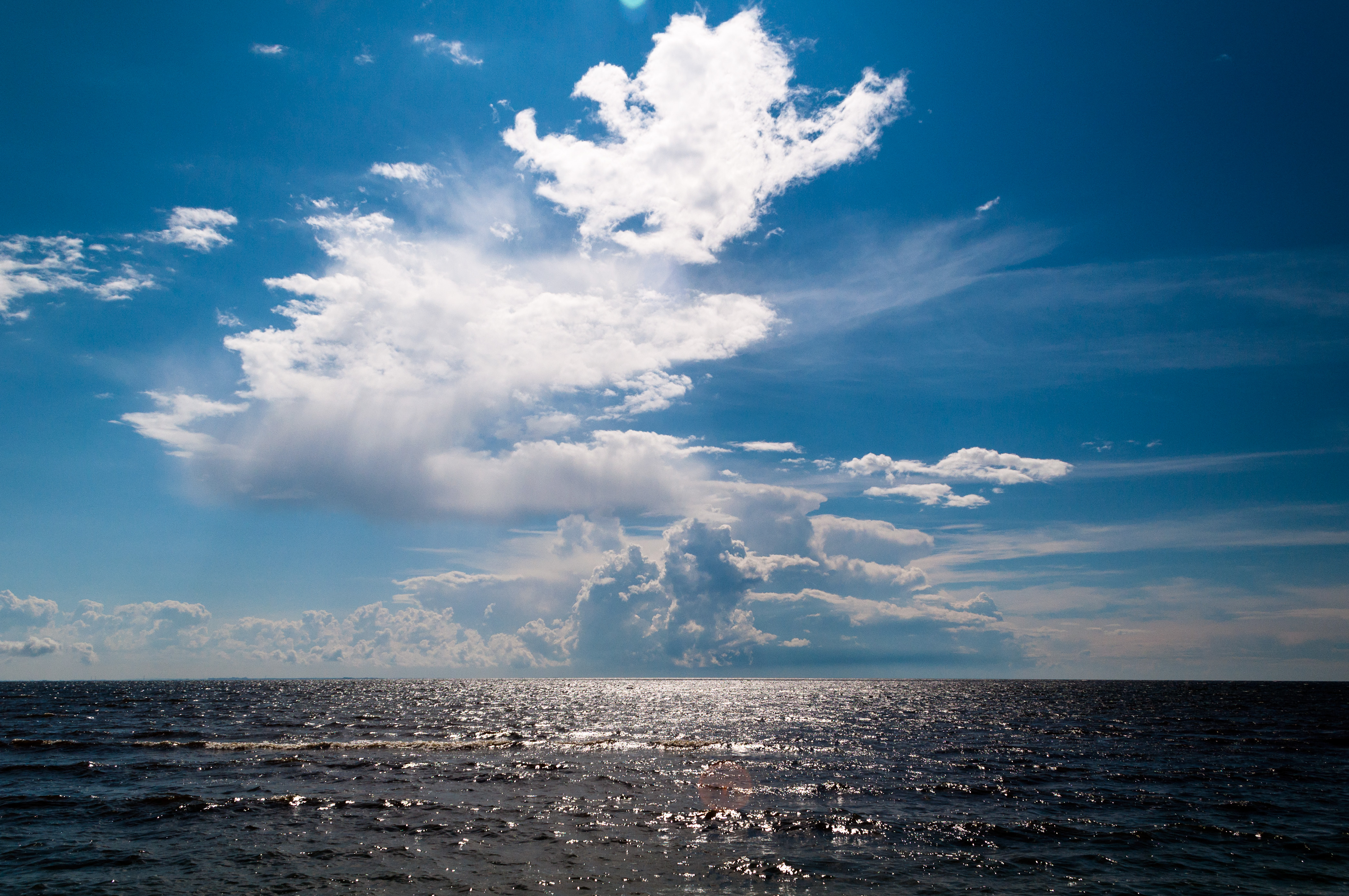
Побережье Финского залива, пос. Комарово
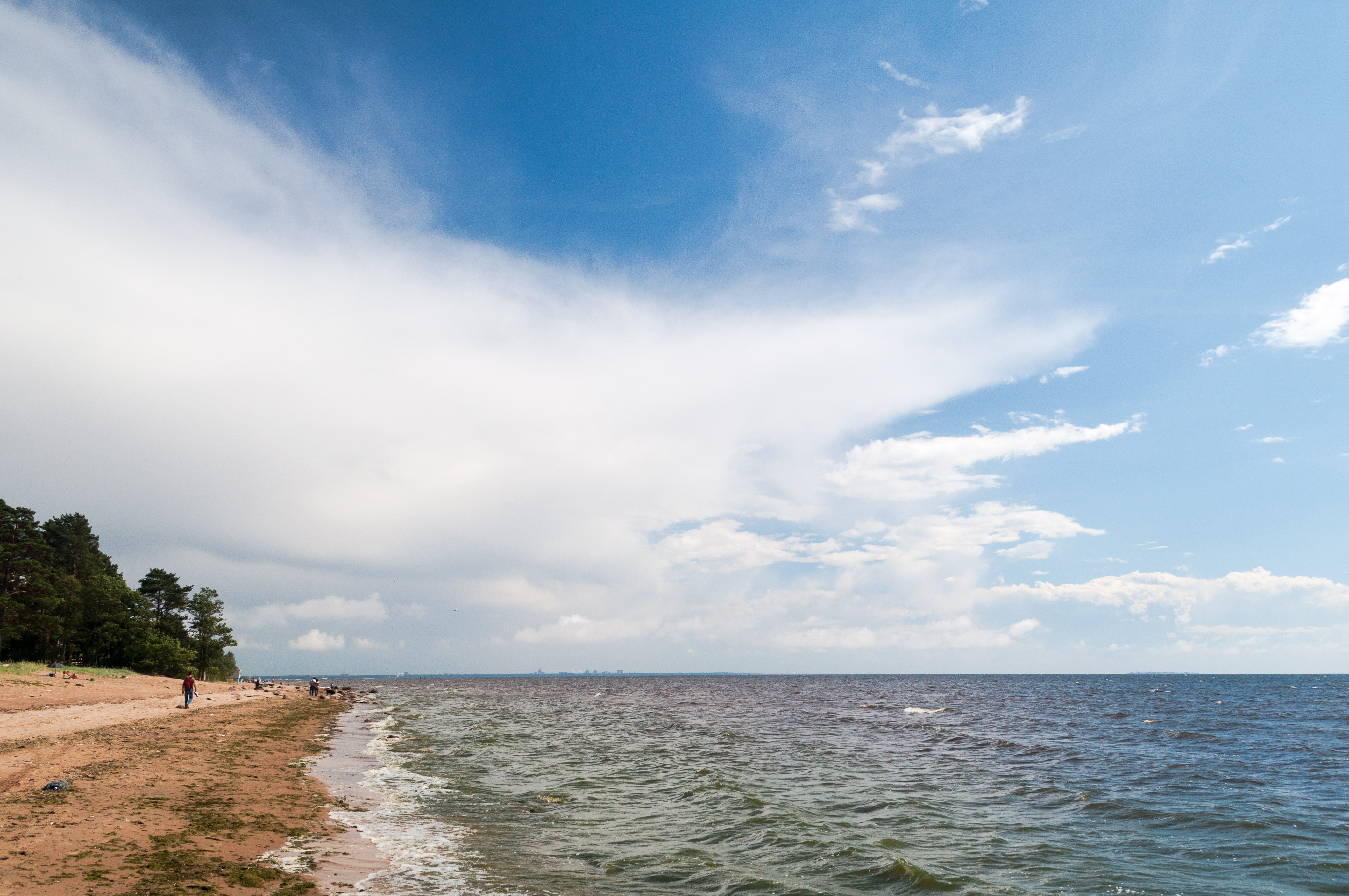
Побережье Финского залива, пос. Комарово
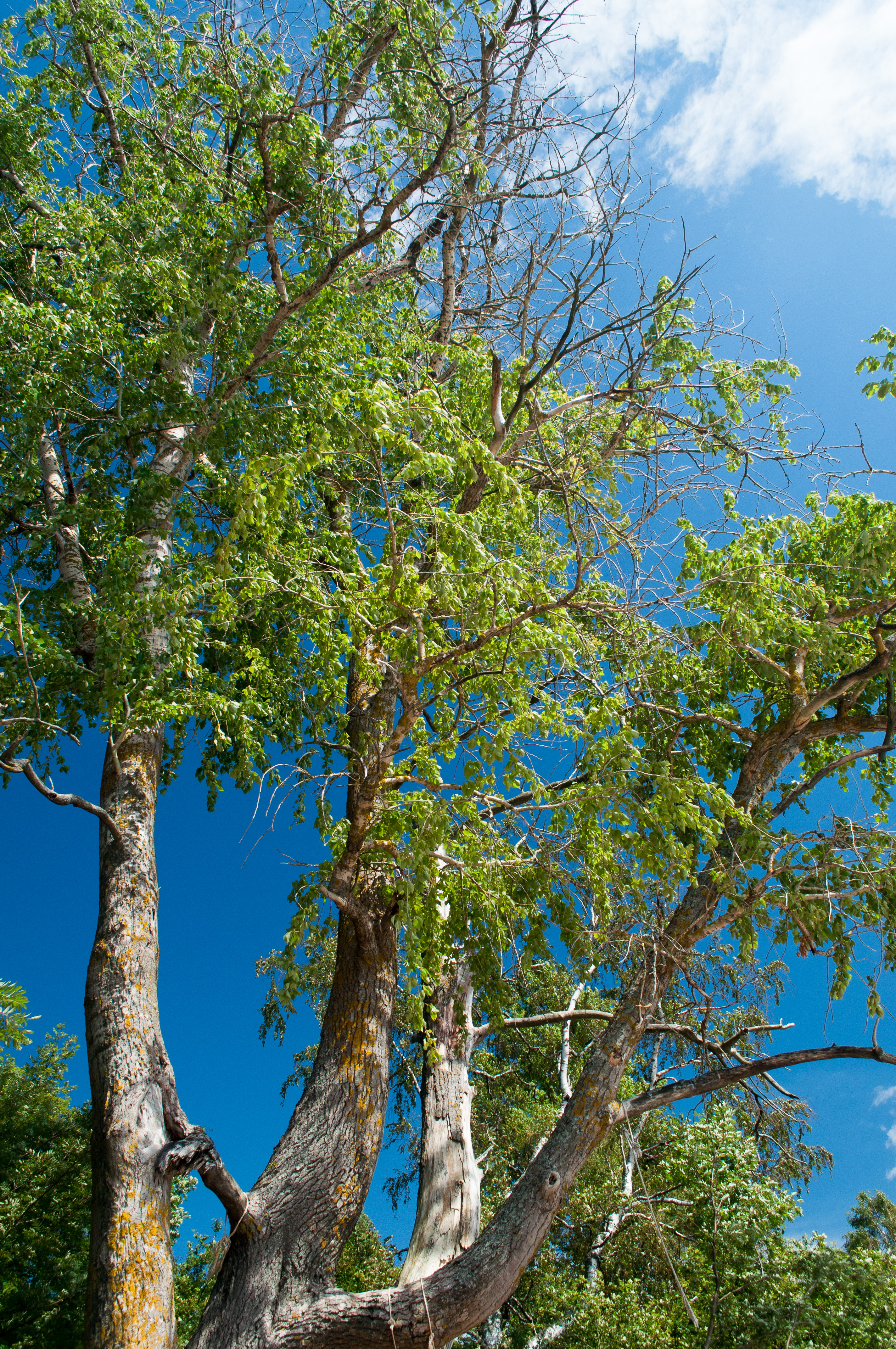
Побережье Финского залива
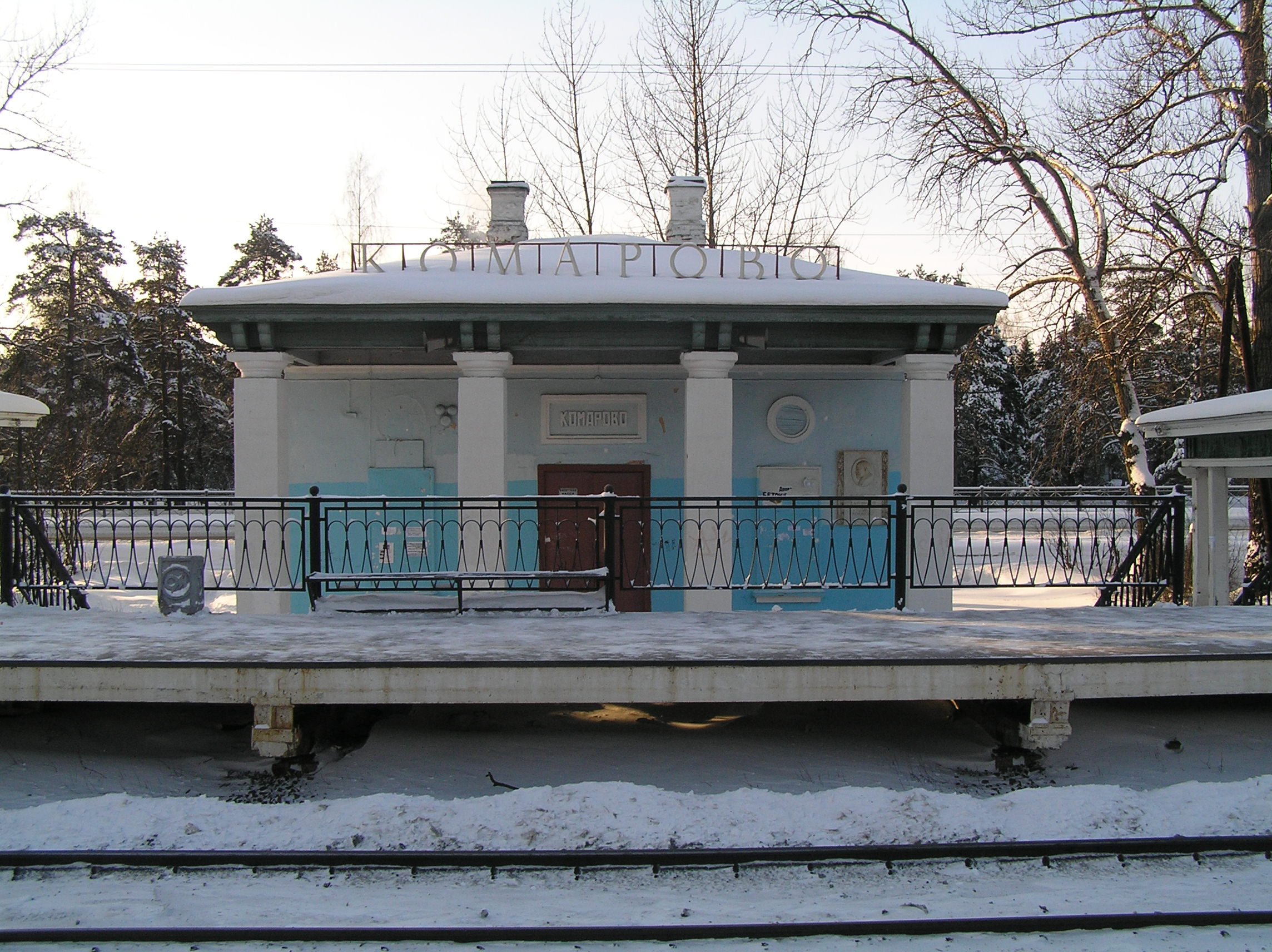
Павильон ж.-д. платформы Комарово
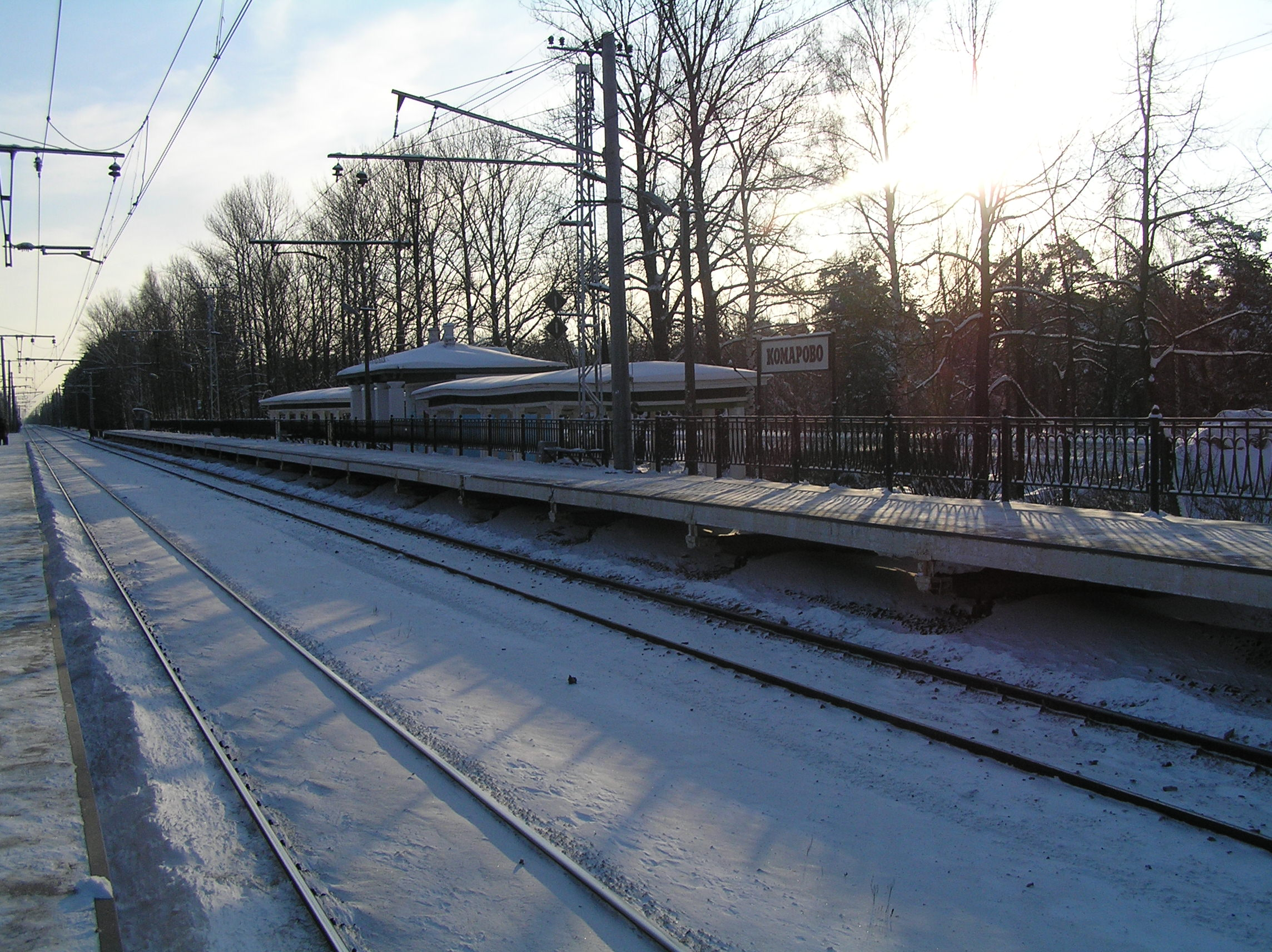
Ж.-д. платформа Комарово. 2007 год
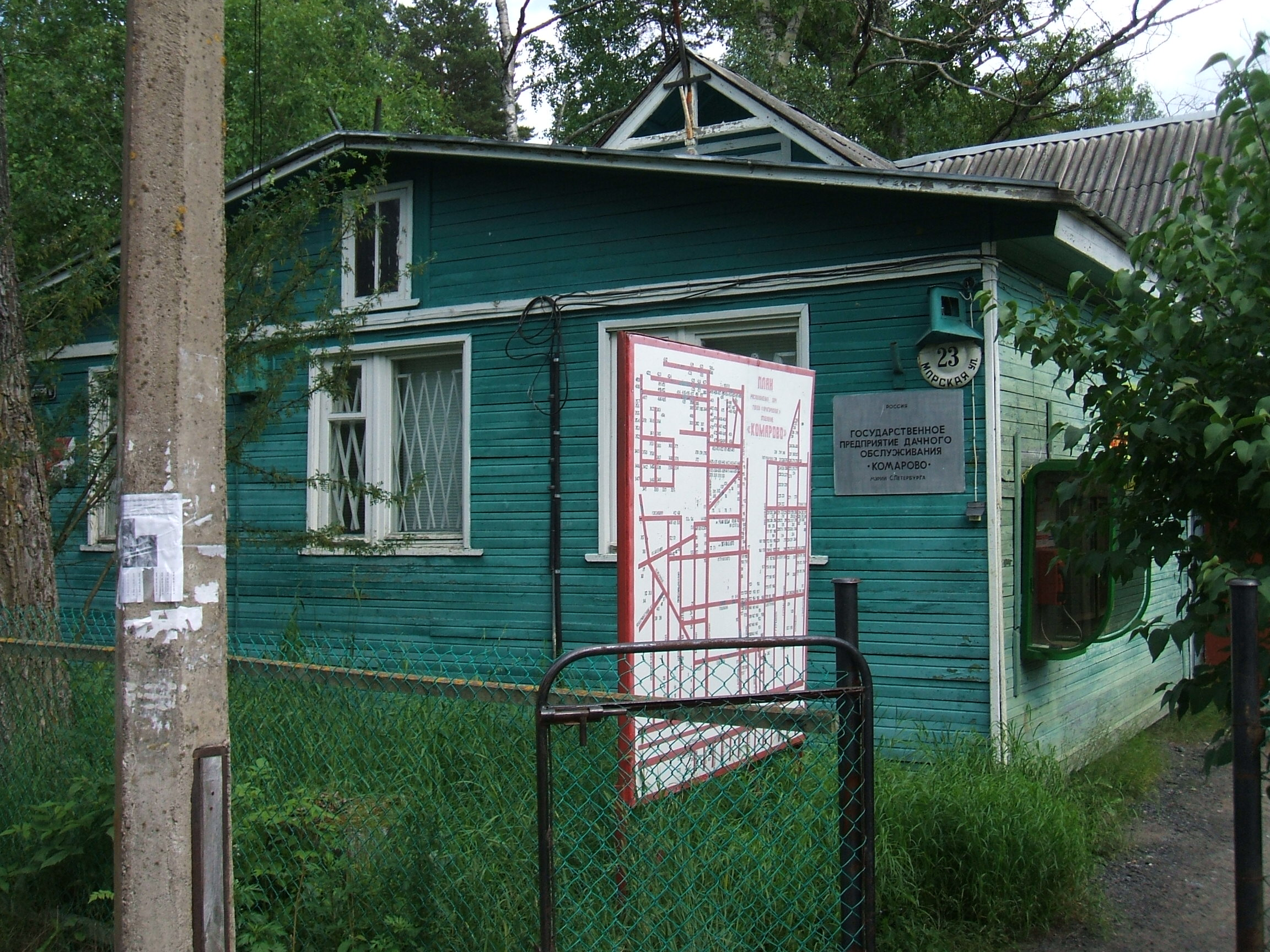
Здание дачного хозяйства
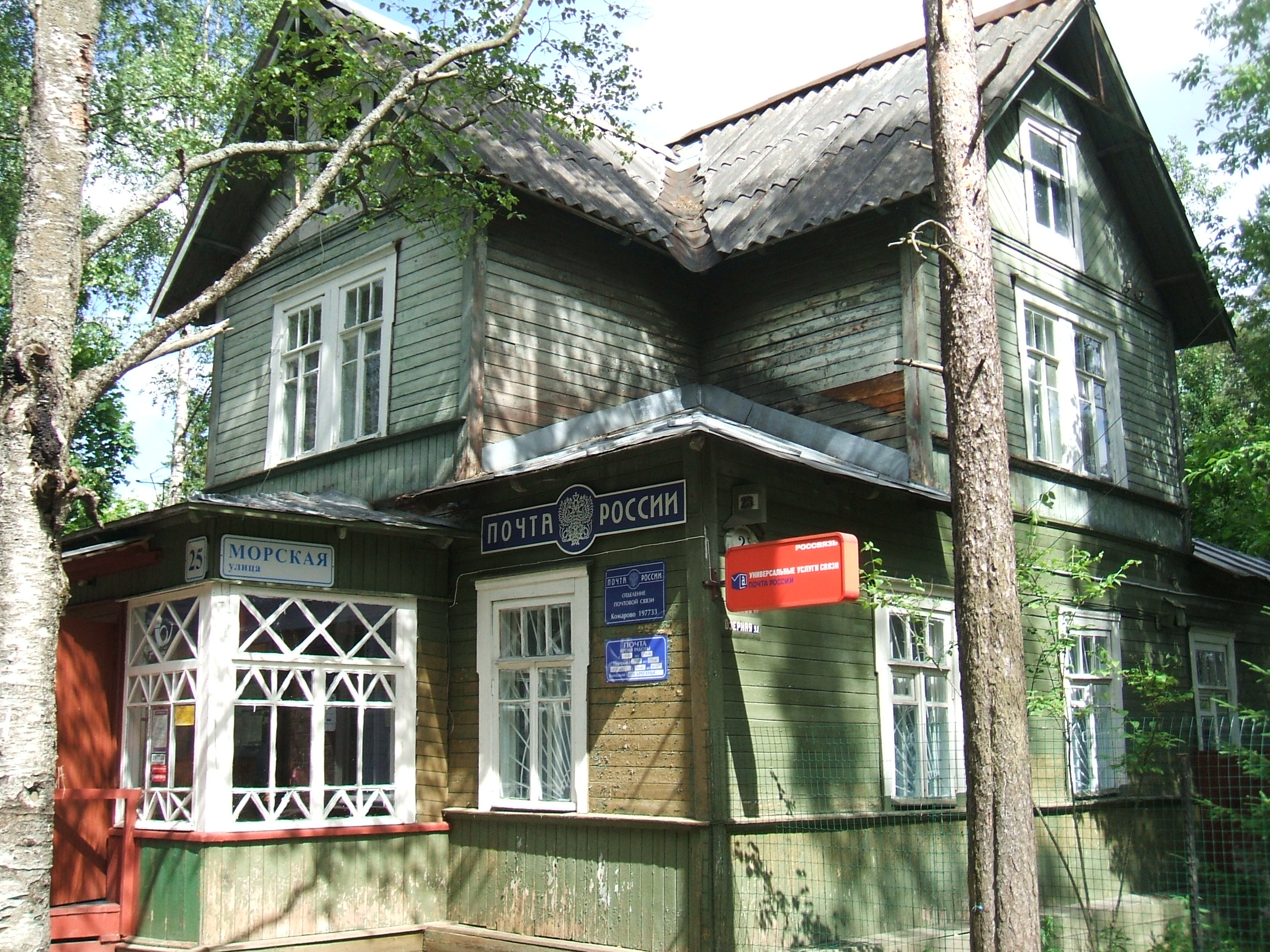
Почта
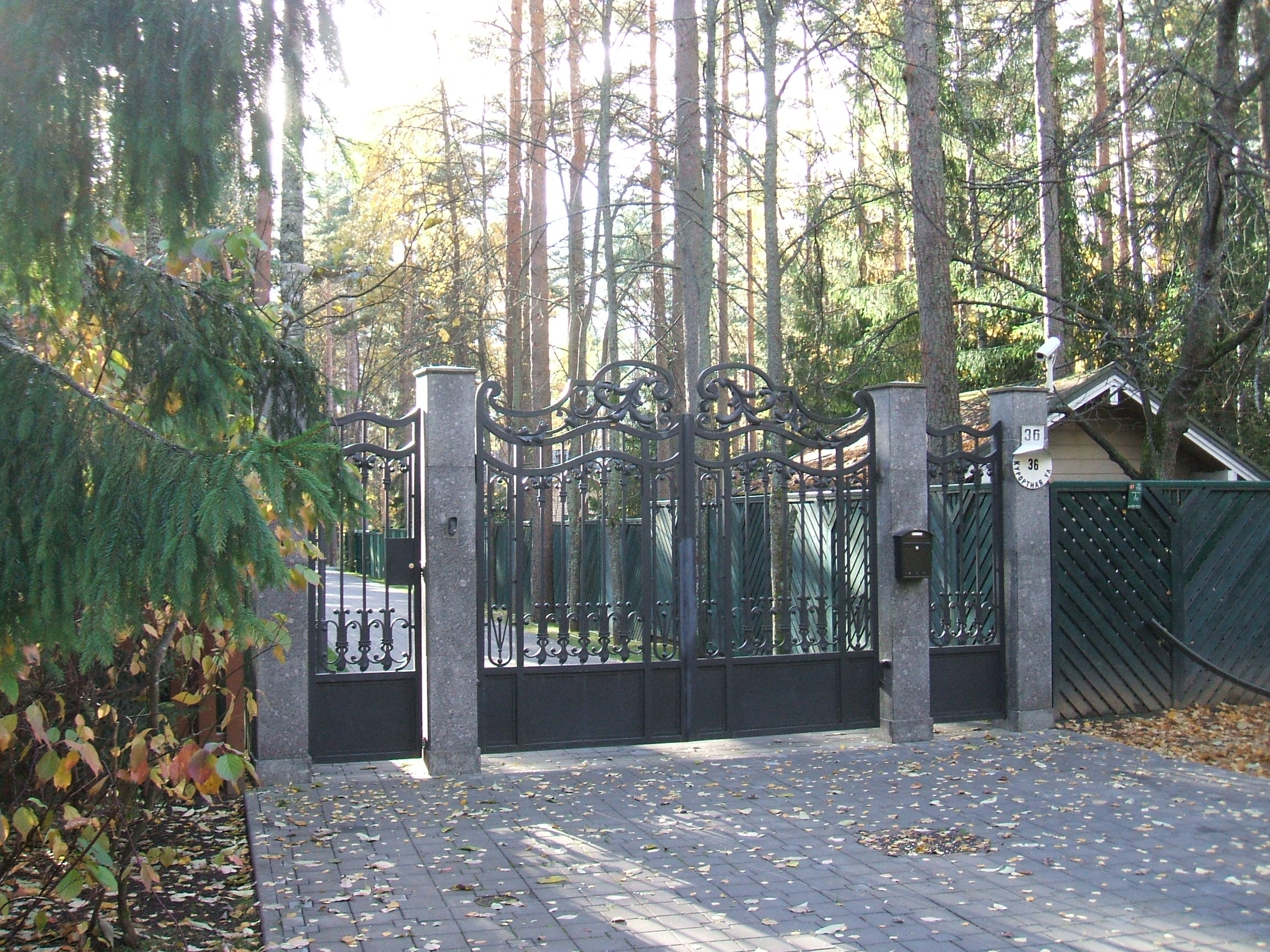
Курортная улица. Академгородок
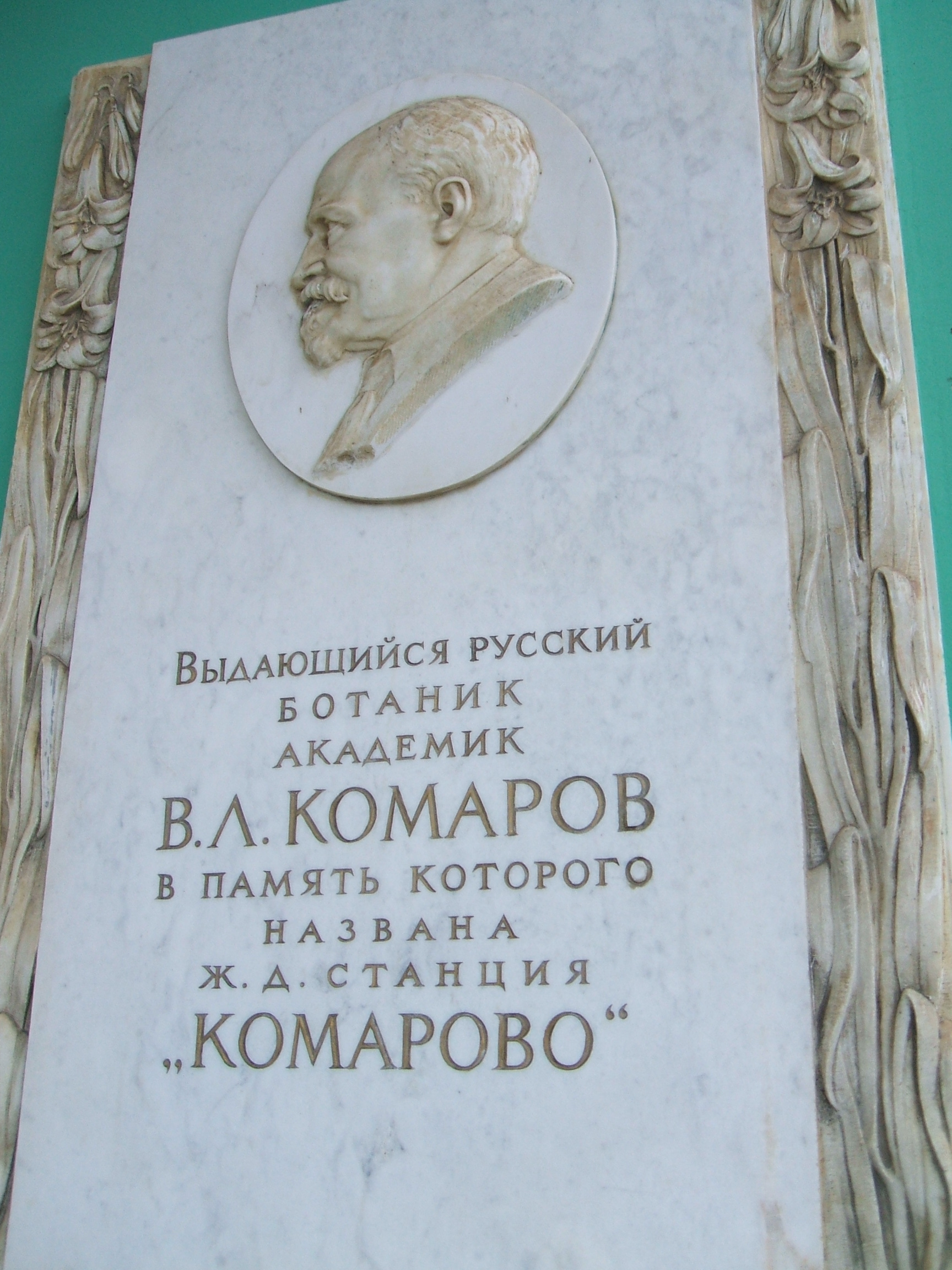
Барельеф акад. Комарова на здании вокзала
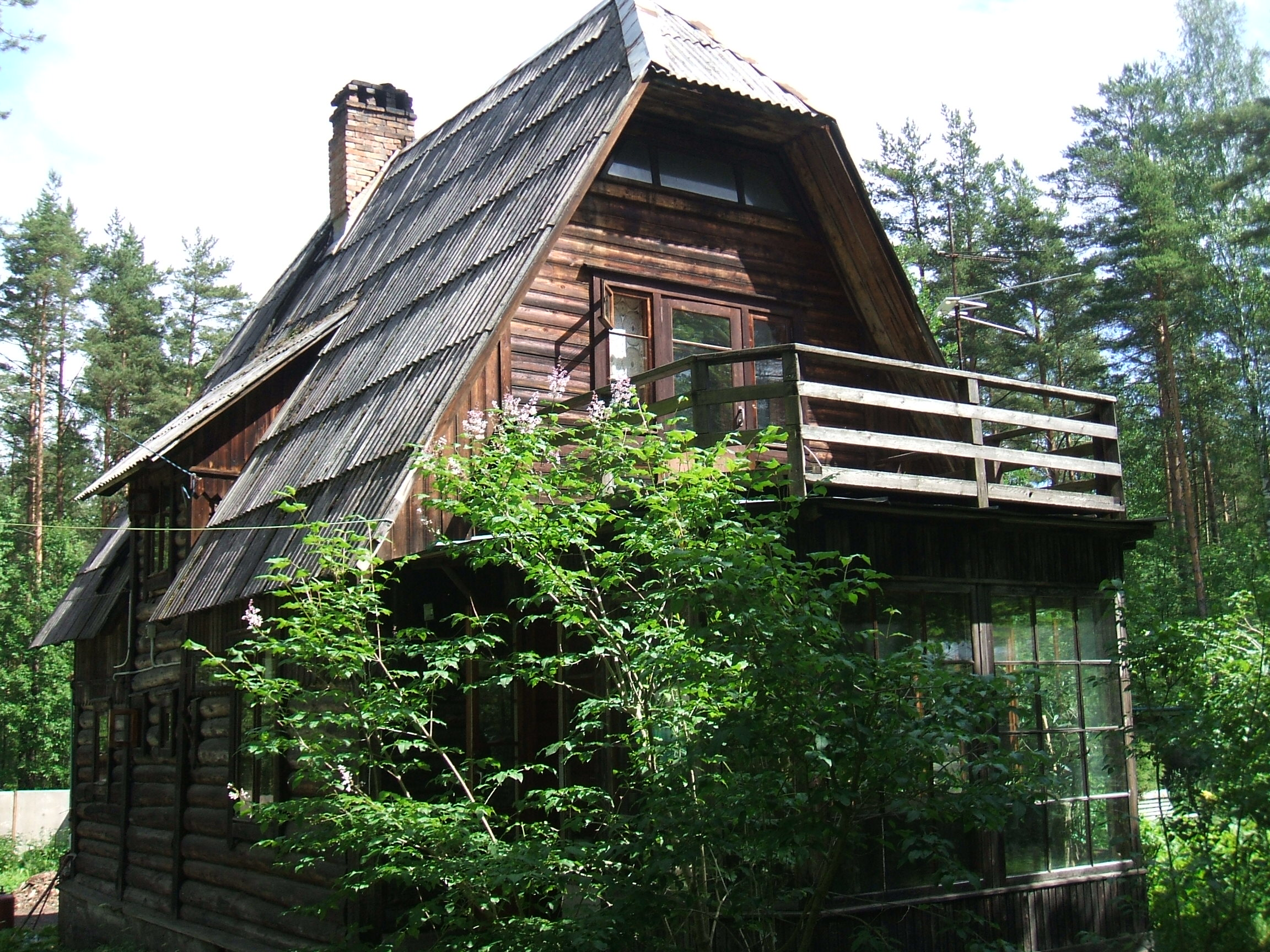
Дача, построенная композитором Клюзнером
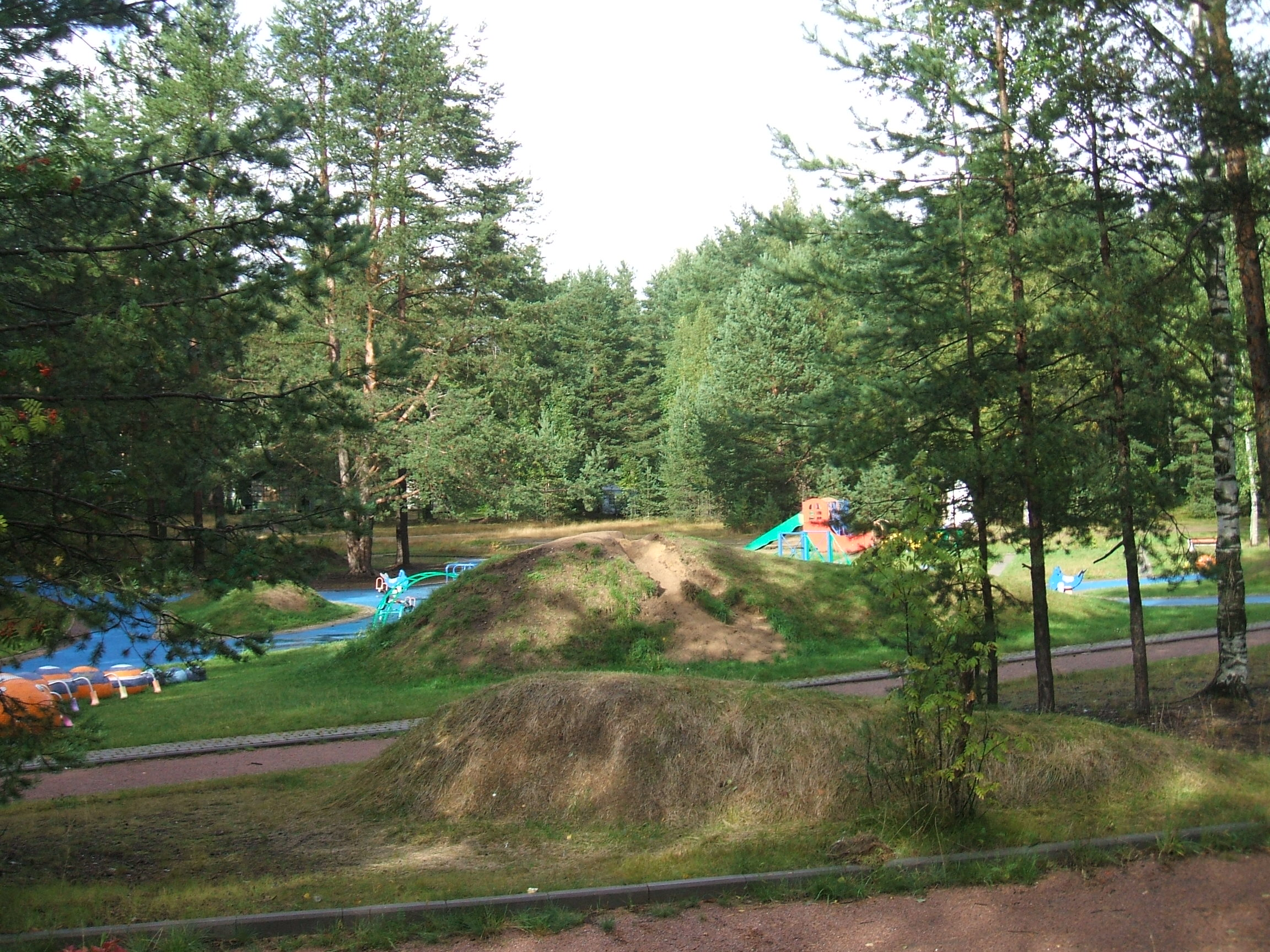
Детский городок
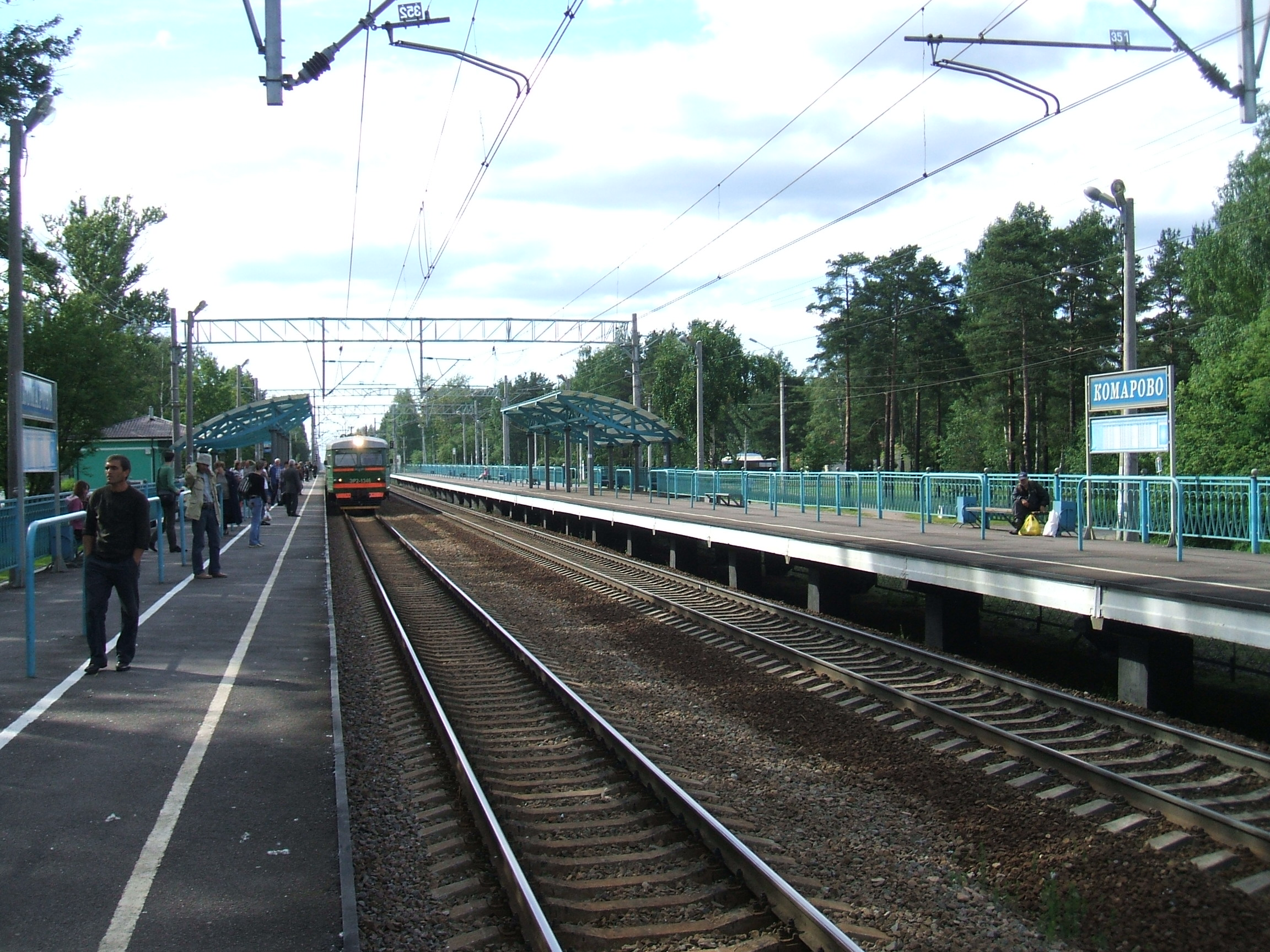
Платформа Комарово. 2010 год
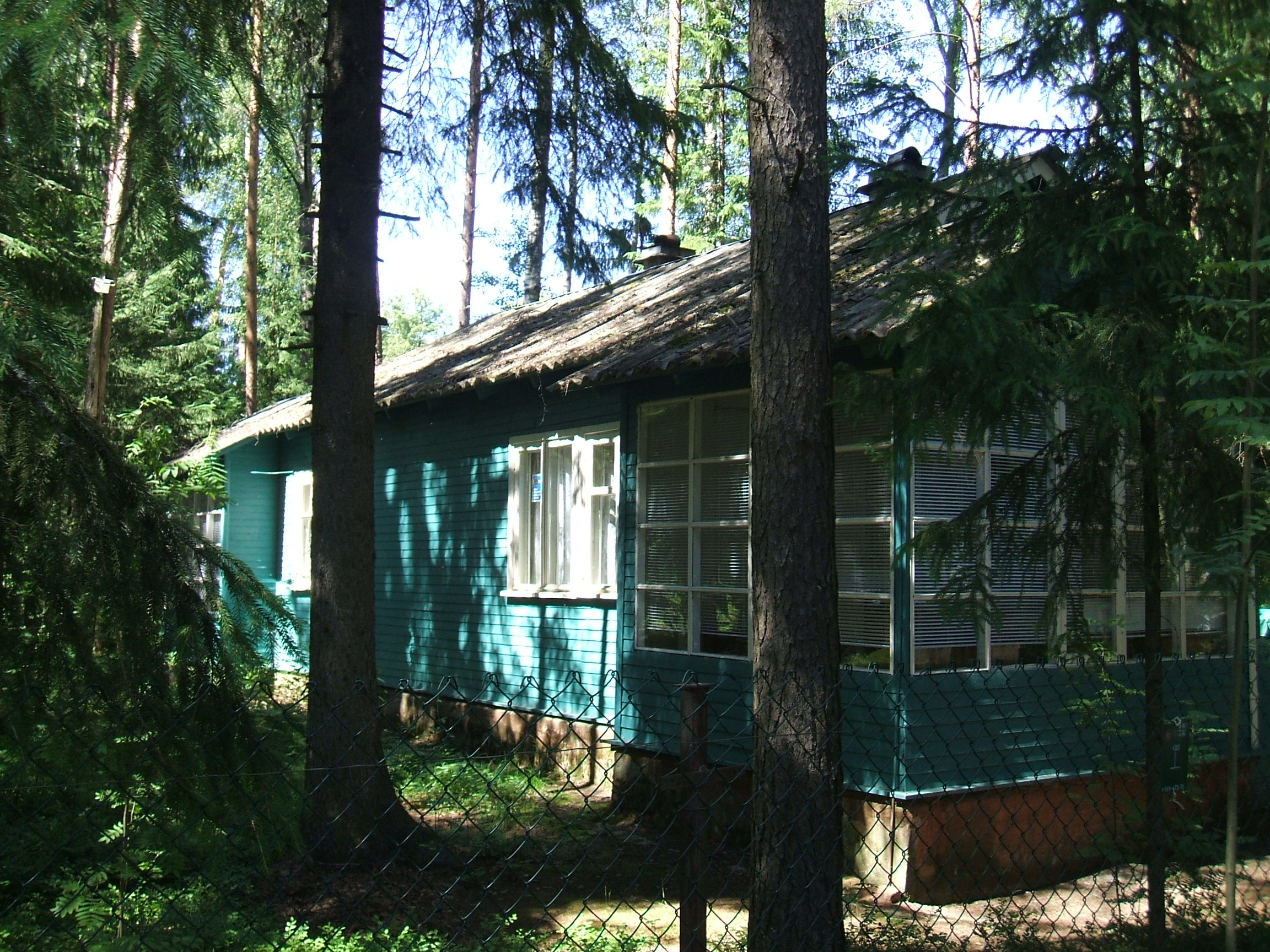
2-я Дачная ул., 36 (бывшая Гитовичей)
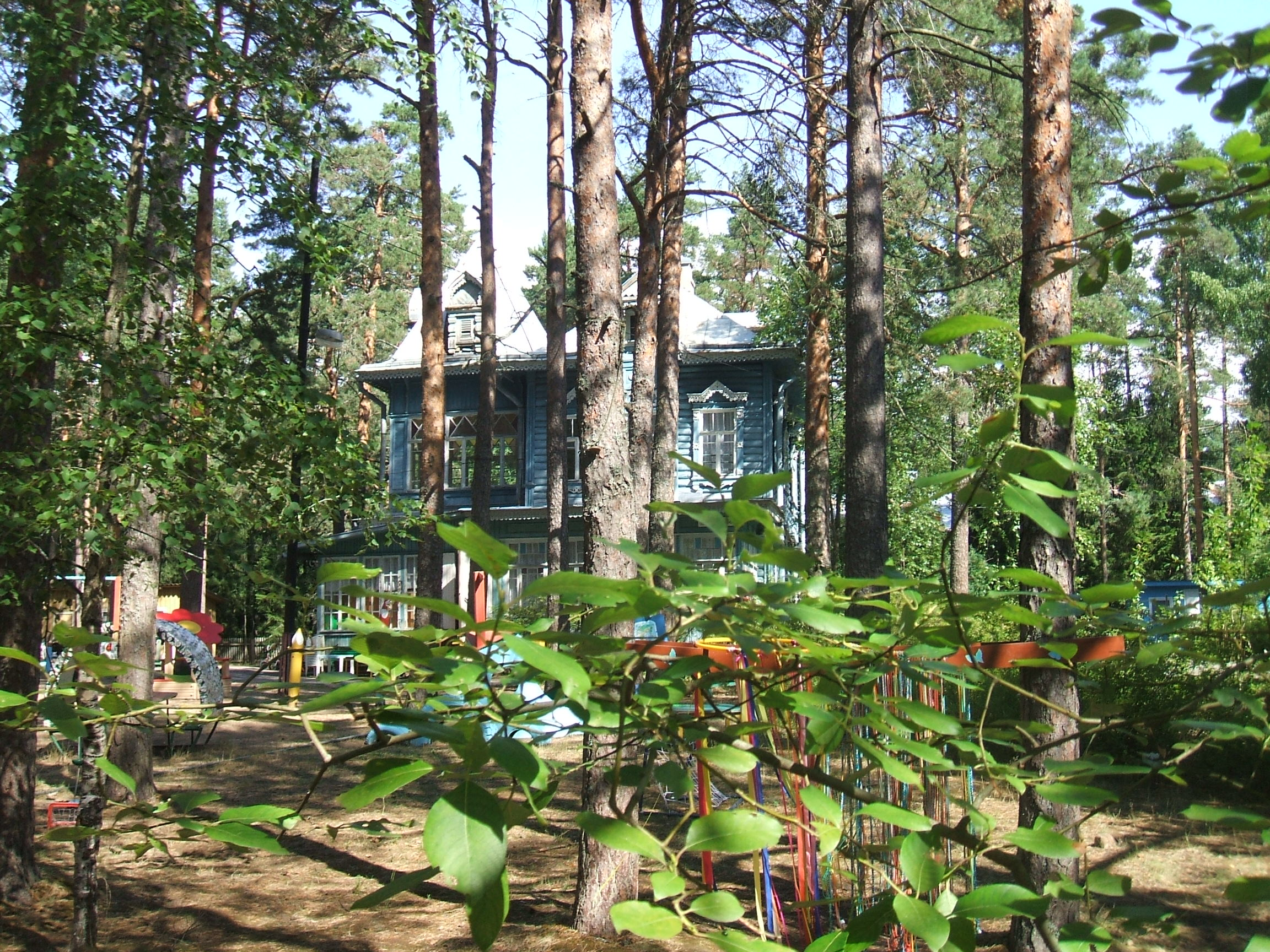
Большой пр., 18 (бывшая Шостаковича)
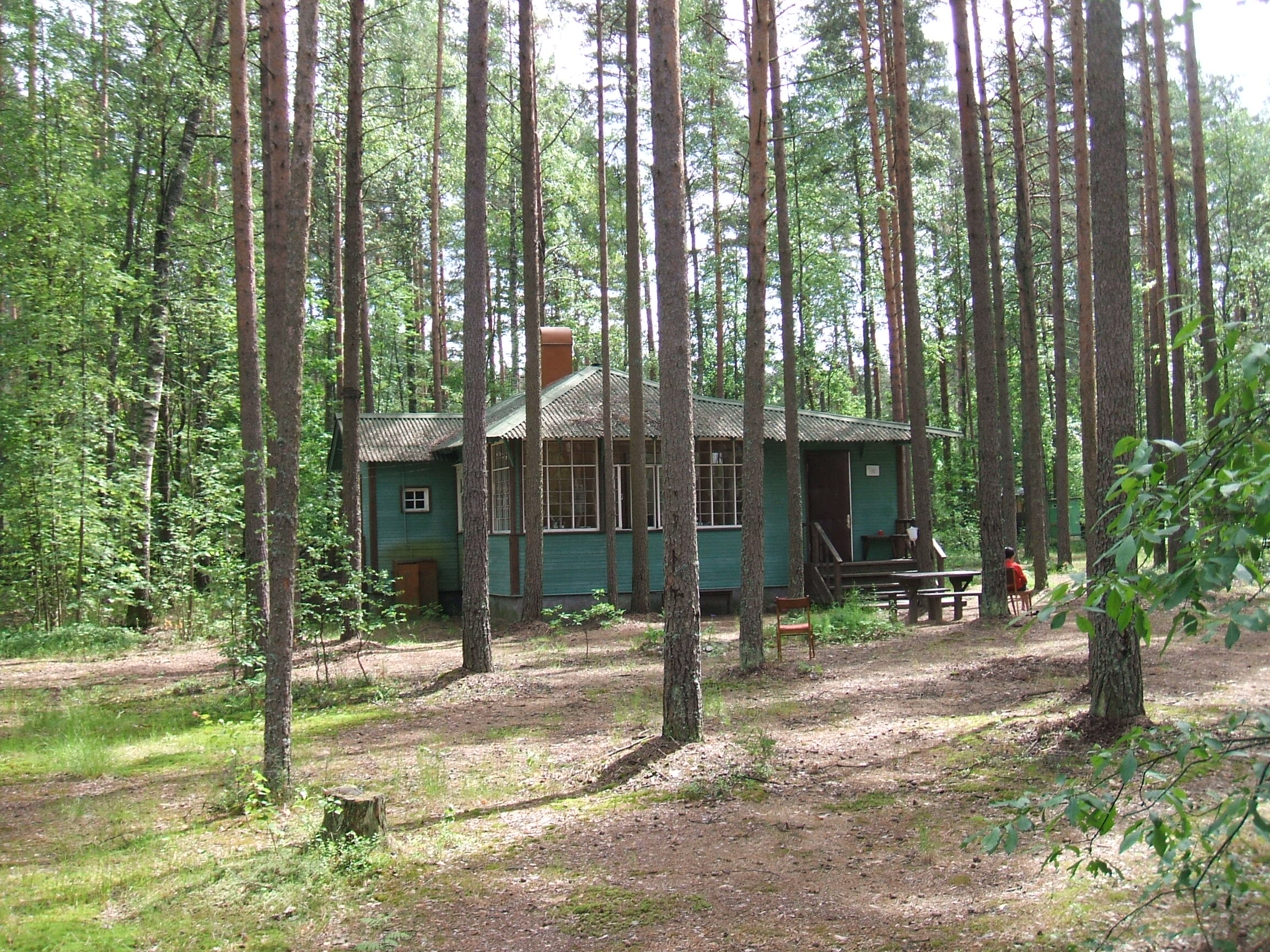
Улица Осипенко. «Будка» Ахматовой
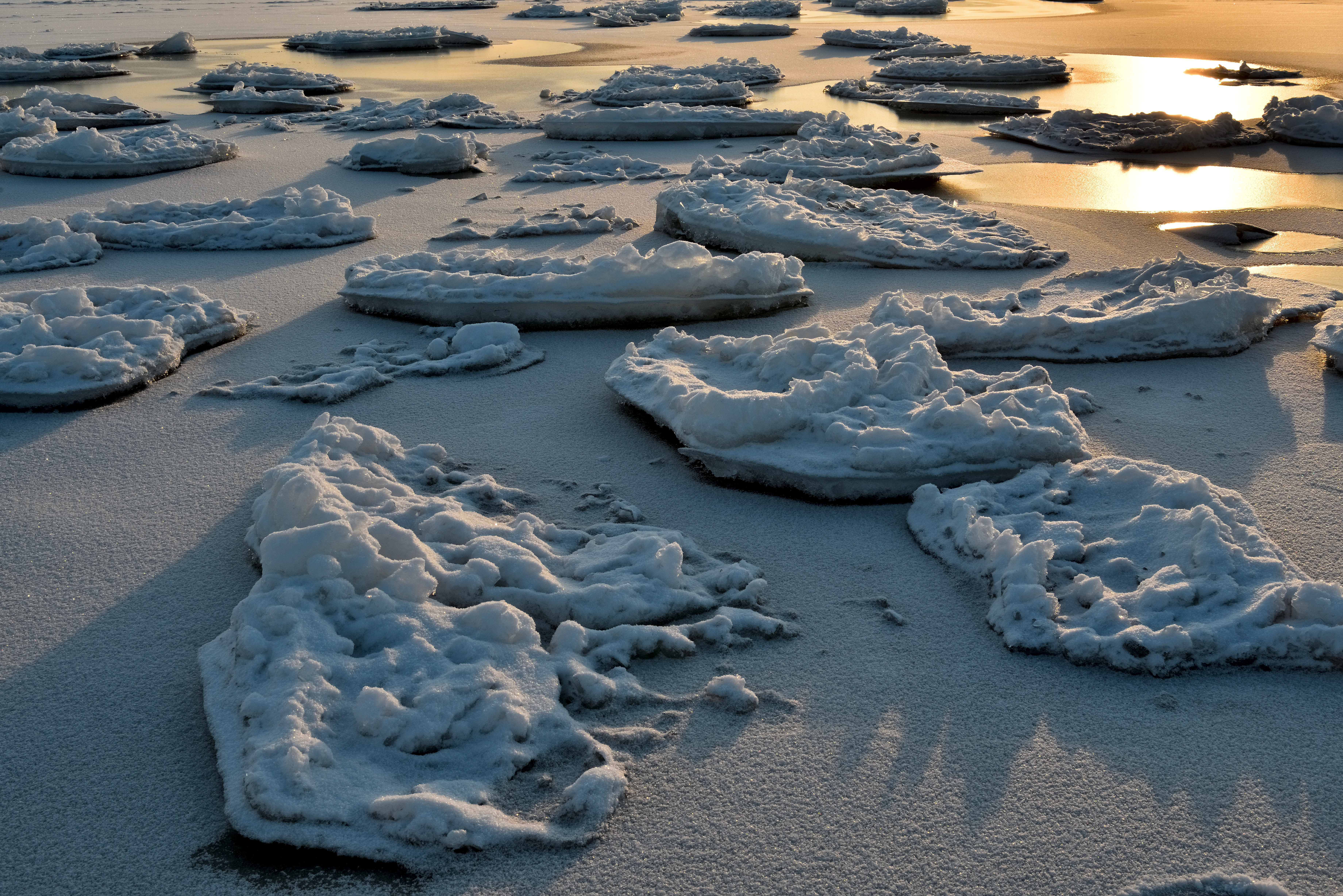
Лёд у берега Финского залива на закате
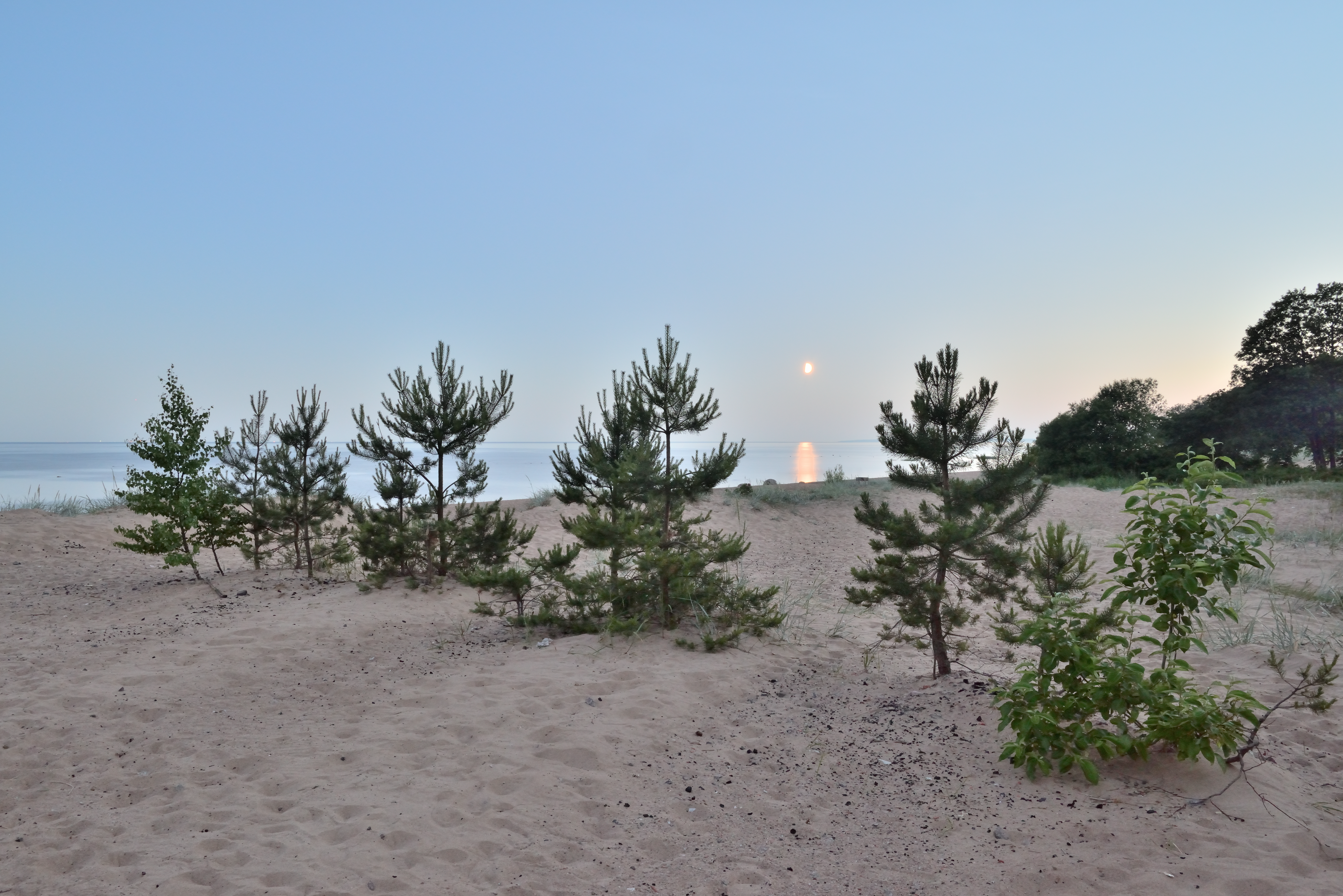
Комаровский берег. Белая ночь

В феврале 2011 года в комнатах Иосифа Бродского в доме Мурузи на Литейном состоялась презентация второго исправленного и дополненного издания сборника «Келломяки—Комарово». В этой книге много открытий, имён авторов Дома творчества писателей, кинематографистов, театральных деятелей, композиторов, академических посёлков, дачи Литфонда, Комаровский некрополь. Комаровская летопись создавалась в местной библиотеке, краеведческом музее и муниципальном Совете.
В посёлке Комарово происходит действие песни Александра Розенбаума «Лаки», которую артист посвятил своему бультерьеру, ушедшему на Мост Радуги.
Каждый год, в июне, в ближайшую субботу ко дню рождения Анны Ахматовой, в Комарове проводится традиционный литературно-музыкальный вечер памяти поэтессы («Ахматовский вечер»). Организаторы — меценат Александр Петрович Жуков (в 2006 по 2015 вместе с прозаиком и поэтом Анатолием Найманом) и муниципалитет Комарово (куратор — Владислав Яковенко). К 2024 году это «подношение памяти великой поэтессы» прошло уже 19 раз.

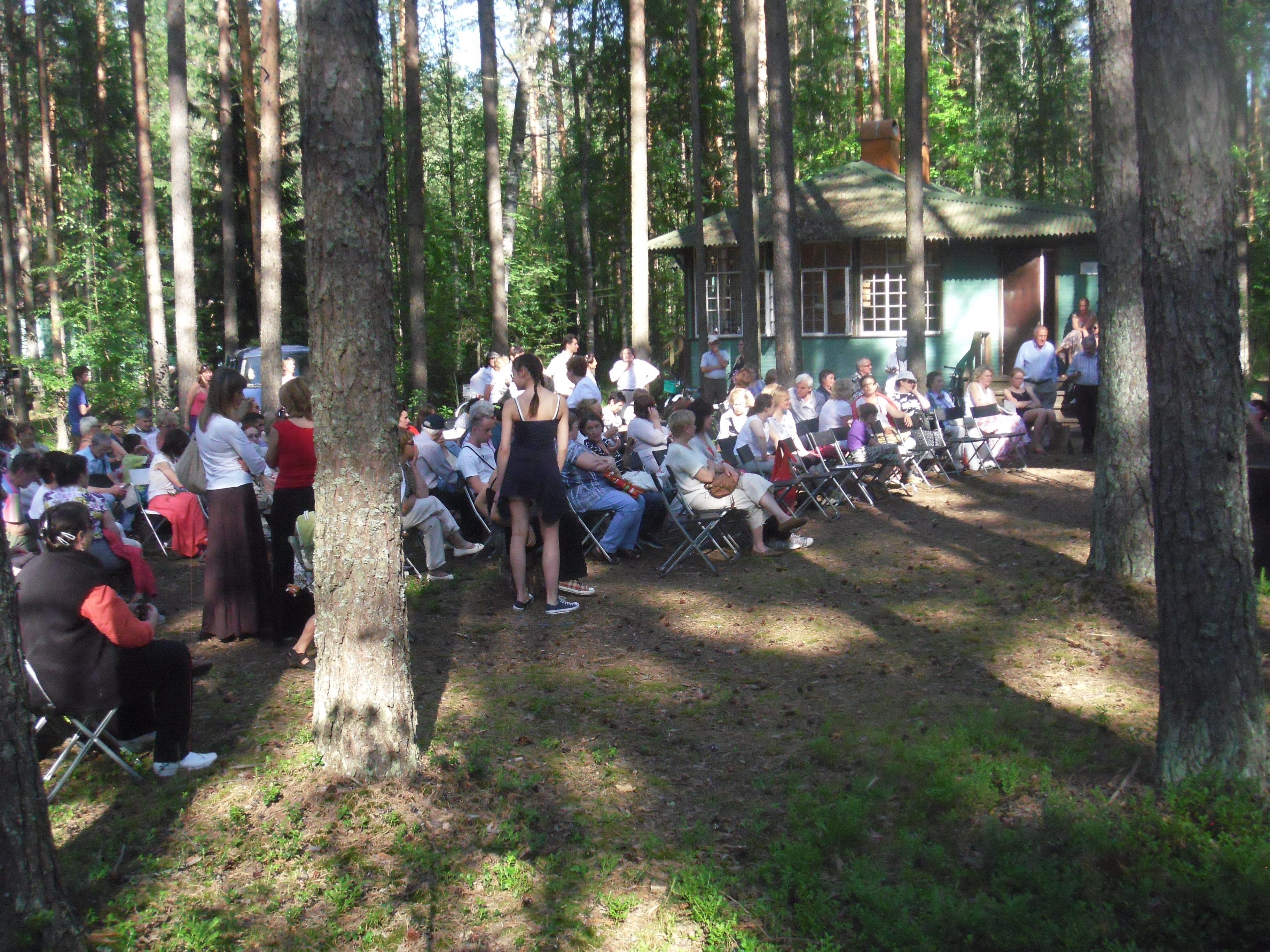
Ахматовские чтения
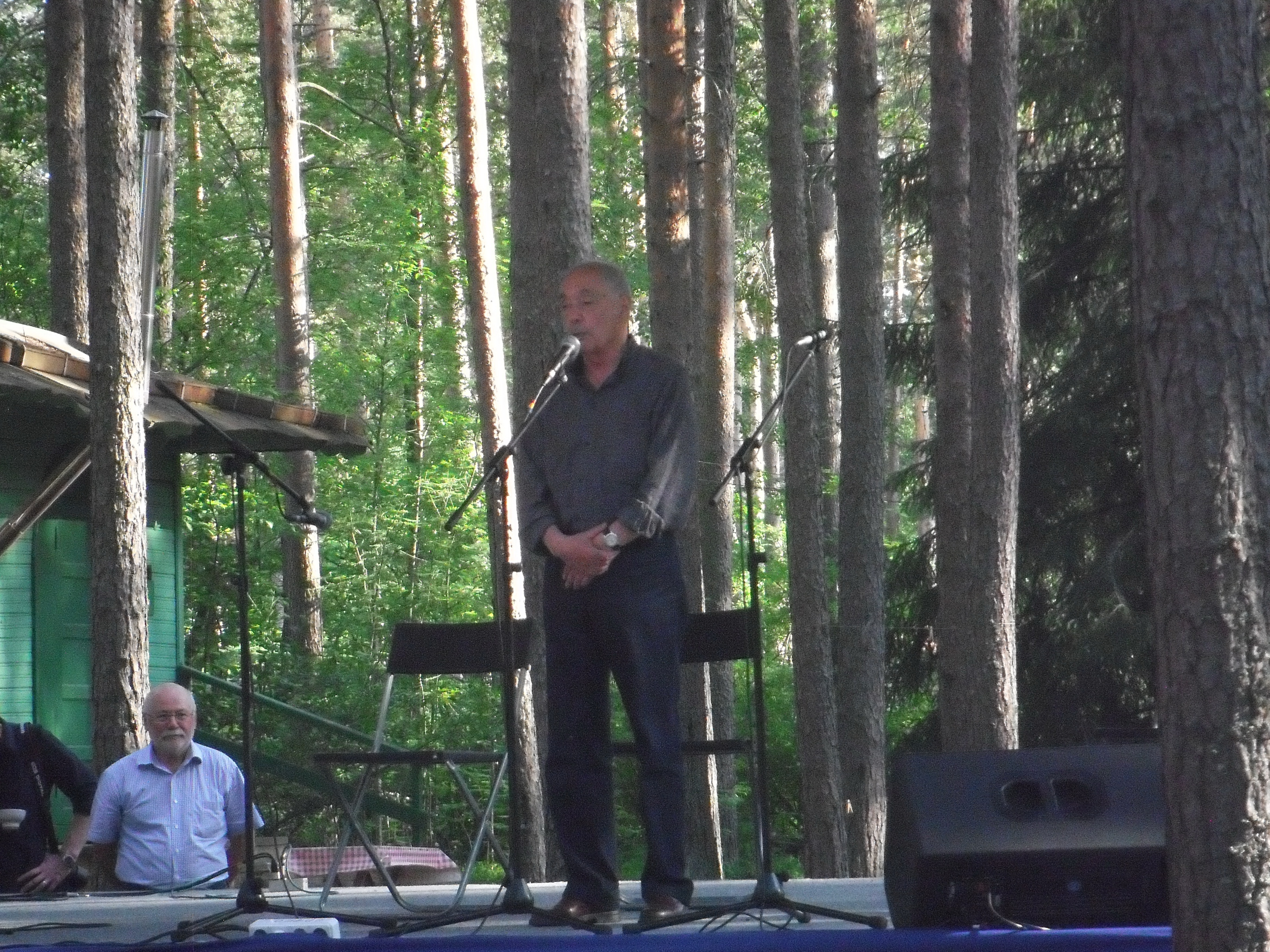
Найман
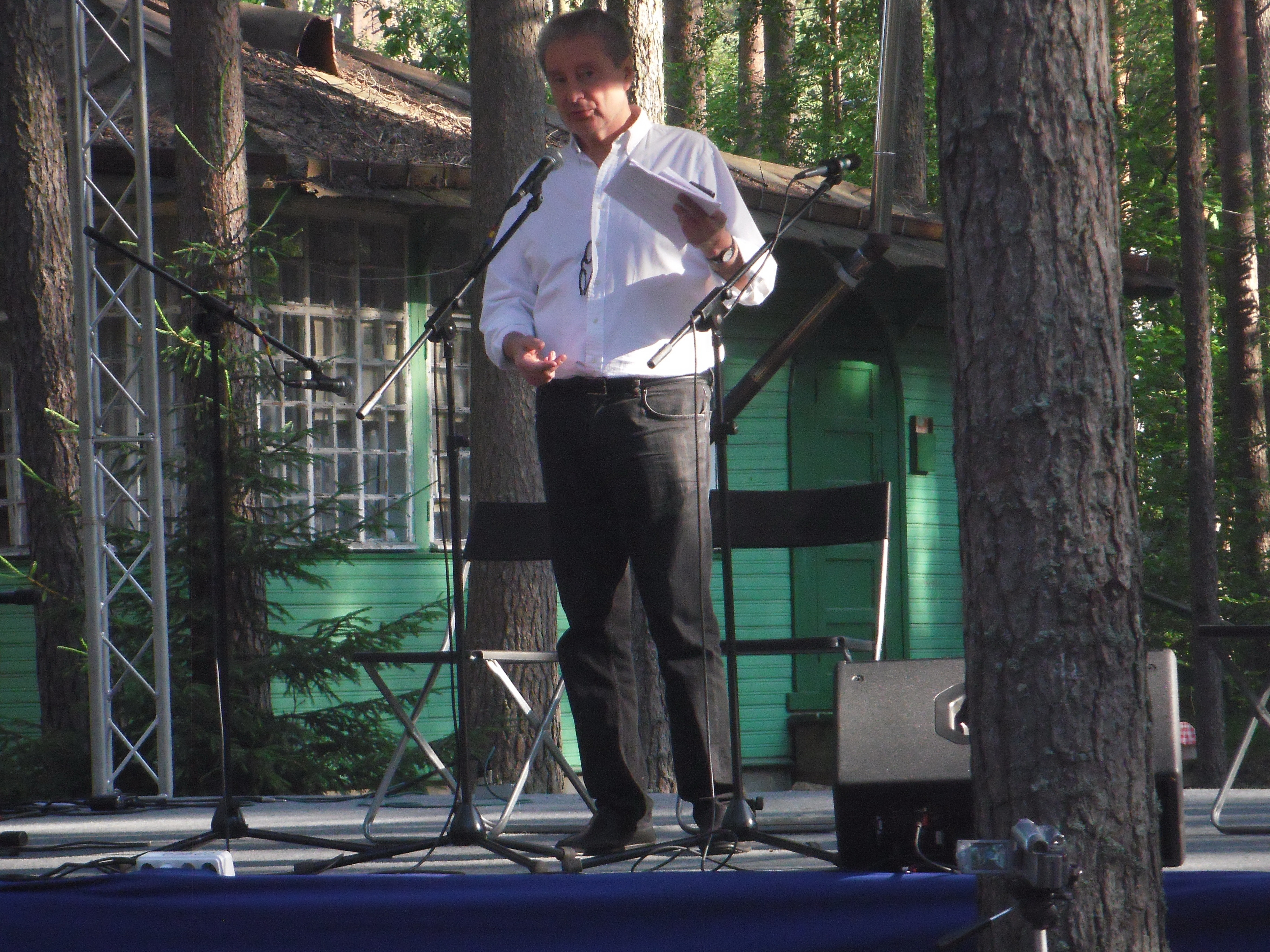
Смехов
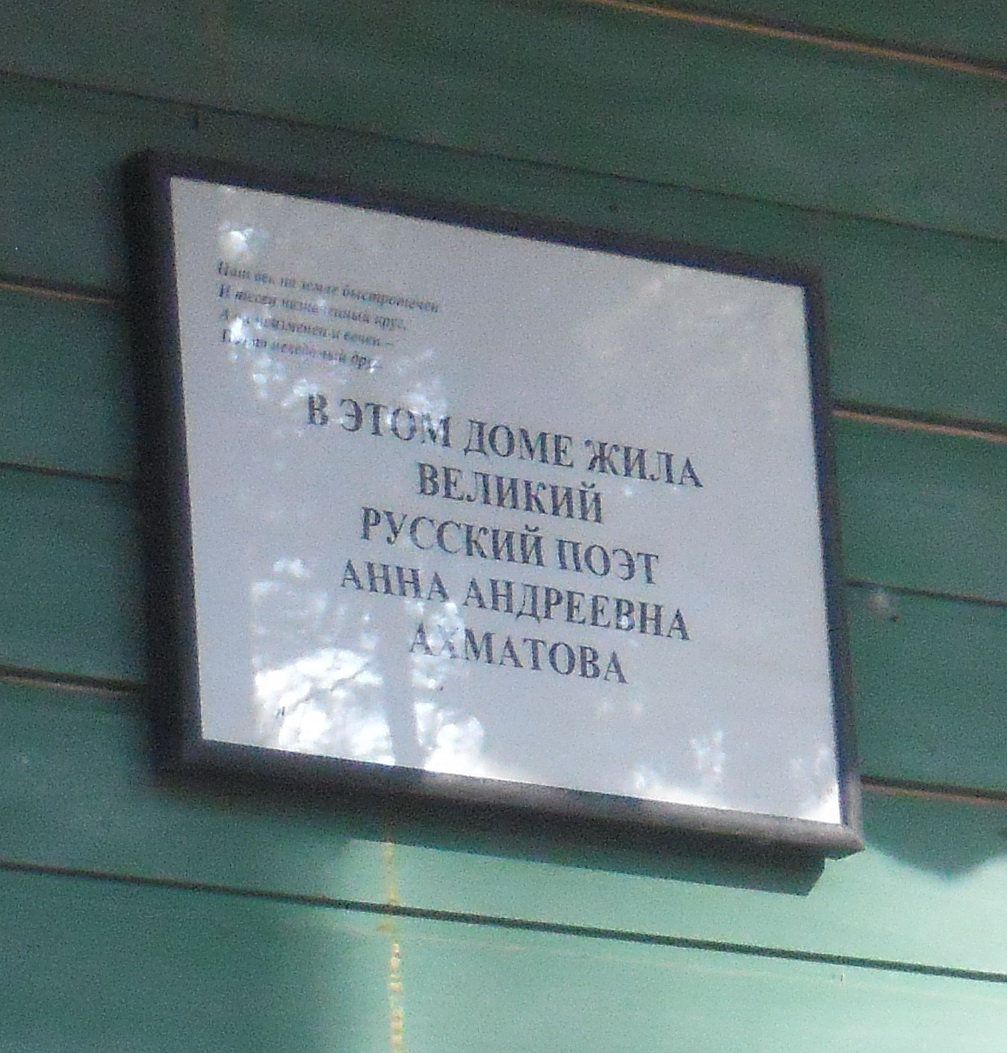
Табличка на «Будке»

### Комарово в кино
В посёлке регулярно проходят киносъемки. Практически целиком снимался сериал «Омут» (2007) на ул. Громыхалова, эпизоды мини-сериала «Чудны дела твои, Господи!» (2015-16) и многие другие.